# 宇宙兄弟
『宇宙兄弟』（うちゅうきょうだい）は、小山宙哉による日本の漫画。講談社の漫画雑誌『モーニング』にて2008年1号（2007年12月6日発売）から連載されている。第56回小学館漫画賞一般向け部門、第35回講談社漫画賞一般部門受賞作品。2012年には実写映画とテレビアニメ、2014年にはアニメーション映画が制作された。

## 概要
タイトルの通り、宇宙を題材にした漫画作品である。主人公である兄・南波六太および弟・日々人が、様々な問題に対して奮闘する様を描いている。
宝島社「このマンガがすごい!2009」オトコ編にて2位、マンガ大賞においても2009年度、2010年度の2年連続で2位を受賞し、第34回講談社漫画賞選考会でも次点に選出された。これを受け、作者や出版社自身がこれを自虐ネタとし『宇宙兄弟』の新刊販売時、コミックスの帯に『2位獲得回数第1位　いつも「お・し・い」けど、最高に「おもしろい」!!』と印字して出版したことがある。その後、2011年に小学館漫画賞および講談社漫画賞を受賞している。2023年1月時点で電子版を含めた累計部数は3100万部を突破している。
2012年には実写映画が公開された。監督は森義隆が務め、小栗旬が主演に起用された。また、テレビアニメが2012年から2014年まで読売テレビ・日本テレビ系列にて放送され、主題歌にスキマスイッチや作者の小山がファンであるユニコーンなどが起用された。

## ストーリー
1巻
2006年7月9日、謎のUFOを目撃した南波六太とその弟の日々人は、「一緒に宇宙飛行士になろう」と誓い合う。それから19年後の2025年、夢を叶え宇宙飛行士となった日々人は、第1次月面長期滞在クルーの一員として、間もなく日本人初となる月面歩行者として歴史に名を残そうとしていた。一方兄の六太は、勤めていた会社の上司に頭突きをしたのでクビになってしまい、鬱屈した日々を送っていた。そんな六太の下に、JAXAから宇宙飛行士選抜の書類審査通過の通知が送られてくる。それは、共に宇宙を目指すという夢を諦めない日々人が応募したものであった。いつの頃からか、宇宙飛行士になることを諦めていた六太は、再び宇宙を目指すことを決意する。
2～5巻
1次試験、2次試験を終えた六太は3次試験までの間、日々人に呼ばれヒューストンに滞在する。そこで巷を騒がせていた強盗を偶然捕まえ一躍有名人となり、その評判がJAXAにも届いたことで無事2次試験を通過。各組5人で2週間を閉鎖空間で過ごす3次試験に挑む。JAXAから個別に出されるグリーンカード、秘密指令によって一時は疑心暗鬼に陥りながらも、共に問題を乗り越え結束を強めてゆく。最終日に合格者2人を自分たちで決める難題を、六太の組ではジャンケンで決めたものの、提案者の六太は落選した。その後JAXAからの追加合格者として、別組の北村絵名と受験当初からの友人の真壁ケンジ、そして六太の3名が選ばれ、最終審査までたどり着く。
なお、3巻「#26 3次元アリ」で、宇宙飛行士の野口聡一を模する人物が、少年期の主人公2人から「なぜ人は宇宙へ行くのか」と問われた際に語る宇宙アリ（3次元アリ）の寓話は、実際に野口聡一が著者の小山宙哉に話したもの。
6～7巻
最終選考が行われるヒューストンへ再び飛んだ六太は、最終審査の合否が決定するまでの間に、日々人たちCES-51クルーを乗せたロケットの打ち上げを目撃した。日本中が見守る中、2026年3月8日、日々人は遂に月へと到着する。嬉しさのあまり何度も跳び跳ねる姿｢ムーンジャンプ｣、月面上で発した第一声｢イエ～!!｣は一大ブームとなる。
8～9巻
日本に戻った六太は、JAXAの星加から合格を告げられ、ケンジ、せりか、新田、北村の4名と共に宇宙飛行士候補生となる。一方、日々人は月での船外活動(EVA)のミッション中、クルーのダミアンと共に谷底に落ちる事故に遭う。NASAとJAXA、そして六太の尽力により無事救出された日々人は、ダミアンを救助した功績により勲章を授与される。
10～13巻
六太たち候補生はアメリカへと渡り、NASAの訓練に参加する。訓練教官のビンセント・ボールドによって、僅か1年半で基礎訓練を終わらせる過密スケジュールが課せられ、砂漠でのサバイバル訓練、キャンサット（超小型衛星）作成、T-38A(N)での飛行訓練、水中での無重力訓練を行う日々が続く。その中で六太はパラシュート設計士のピコ・ノートンや、飛行訓練教官のデニールの目に留まり評価を得ていく。やがて日々人が月から帰還し、兄弟が幼い頃から世話になっていたシャロン博士により月面天測望遠鏡プロジェクトも進み始めるが、シャロンはALSを発症する。2027年、基礎訓練を終えた六太達はようやく宇宙飛行士として認定された。
14～15巻
六太は、多くの推薦状を得て国際宇宙ステーション(ISS)のバックアップクルーに選ばれたが、日々人と誓い合い、シャロンのプロジェクトにもつながる月面滞在クルーを目指す気持ちから、これを辞退。父の死因となったALSの新薬開発実験のため、一貫してISSを目指してきたせりかに譲る。代わりに、バギー事故の克服に頭を悩ませる月面基地局の開発部署へ配属される。そこで、以前務めていた会社とJAXAの協力を得て、月面ナビを発案した功績を認められ、NEEMO訓練への参加が決まる。一方、船外活動中の事故以来パニック障害(PD)を患っていた日々人はロシアへ渡り、イヴァンの下で密かにPD克服の訓練を始めたものの、訓練未了のままNASAに連れ戻され、閑職に追いやられてしまう。
16～17巻
ケンジと同組で参加したNEEMO訓練における月面基地の改良案を高く評価された六太は、ビンセント達CES-62のバックアップクルーに選ばれ、ケンジは選ばれなかった代わりに有人小惑星探査ミッションのメンバーに新田と共に選ばれる。その頃、密かにリハビリを続けていた日々人は、再び宇宙を目指すための試験に挑み、復帰を望むCES-51のクルーからの励ましもあって無事PDを克服する。そして六太は、曲者ぞろいのCES-62バックアップクルーたちと共に訓練を開始する。
18～20巻
CES-62バックアップクルーはリーダーにエディ・Jを加え、「ジョーカーズ」と名乗るようになり、六太はCES-62のキャプコムに選ばれる。一方、日々人の周囲は彼に冷たく、日々人は六太に「もう月に行けないかもしれない」と告白し、失踪する。六太はキャプコムの訓練に集中できなくなってしまうが、ビンスの家族やピコに支えられる。半年後、CES-62は打ち上げられる。その後、シャロン月面望遠鏡の建設や、せりかのISS搭乗が決定する。
21〜24巻
ジョーカーズのCES-66アサインがプログラムマネージャーのゲイツに却下され、ジョーカーズは様々な手段でコスト削減案を提出、同時期にゲイツも過去を思い出し、ジョーカーズに対する態度を一転、ジョーカーズはCES-66にアサインされる。他にも、ケンジたちのミッションの発表、せりかたちの打ち上げ成功などいいニュースが続くなか、ジョーカーズのメンバー、カルロが失踪する。カルロは母国イタリアで父の最期を看取り、父に対する誤解を解消して帰国するが、バックアップクルーのモッシュがプライムクルーとなっていた。
25巻〜

## 登場人物
「声 - ○○」は、テレビアニメ版の声優。「演 - ○○」は実写映画版の俳優。舞台版キャストは#人狼 ザ・ライブプレイングシアターの節を参照。

### 主要人物
南波 六太（なんば むった）
声 - 平田広明、子供時代 - 沢城みゆき / 演 - 小栗旬、子供時代 - 中野澪
2人の主人公の内の1人。ムッタ。初登場時31歳。モジャモジャの天然パーマが特徴。工学博士。1993年10月28日生まれ。東京都出身。身長181cm。誕生日にドーハの悲劇が起きていることから「自分は不運に縁がある」と思い込んでいる。
性格は弟の日々人とは違い、几帳面で細かいことを気にするなど神経質で繊細である。作中においてヒューストンで久々に再会した日々人が六太を「相変わらず細かい」と思っている。几帳面な性格のため、目標に向かい一直線に進んでいく日々人のようにはなれず、大学院に進学し、修了後は大手企業に就職するなど堅実な人生を送り、宇宙飛行士になる夢を叶えられずにいた。また学生時代には日々人が仲間と群れずに1人で目標に向かっていることに対し、六太は仲間と群れて遊ぶことが多いことが見受けられる場面がある。幼少期に日々人に暴力を振った相手に思いきり向かっていき、成年後に日々人を侮辱した上司に頭突きをしたりというように弟思いであり、自身を本気で怒らせた相手には形振り構わず向かっていく一面もある。ヒューストンのNASAにおいてISSのバックアップクルーに選抜されたのにも関わらず月面基地クルー志望していたこともあり辞退し、ISSの搭乗を熱望していたせりかを代わりに推薦し、サバイバル訓練時において仲間である新田が蛇に襲われそうになった時に新田を守るなど、仲間思いでもある。
幼少期の約束通りに宇宙飛行士となった日々人に対するコンプレックスから自己評価が低いが、テレビ・新聞・雑誌・ラジオ等の複数の情報を同時に見聞きする能力を持ち、優れた観察力と記憶力を有している。また抜群の発想力と創造力を持っており、NASAにおいても多くの機転を見せ、斬新なアイデアによって周囲を驚かせている。その他にサッカーの経験があり、トランペットとピアノを演奏できるほか、料理の腕も立つなど様々な特技を持つ。
大学卒業後に就職した自動車設計会社「ミラクルカー社」では、設計を手がけた車での受賞歴もあったものの、前述の通り日々人を侮辱した上司へ頭突きをしたことが原因で退職。しまいには、この事件が有名になったことで転職にも失敗して無職になってしまうが、紆余曲折を経た末に恩人のシャロン（後述）や日々人からのメッセージを受けて、宇宙飛行士を目指し始める。JAXAに入ってからは、月面にシャロンの夢である月面望遠鏡建設を果たせるよう、情熱を注ぐようになる。
前述の同期で入社した医師せりかに漠然とした好意を寄せており、作中では度々アプローチを試みている。
南波 日々人（なんば ひびと）
声 - KENN、子供時代 - 三瓶由布子 / 演 - 岡田将生 子供時代 - 中島凱斗
2人の主人公の内の1人。ヒビト。六太の弟。初登場時28歳。JAXAの宇宙飛行士。野茂英雄がメジャーリーグでノーヒットノーランを達成した1996年9月17日生まれ。東京都出身。身長182cm。
月面に立った最初の日本人宇宙飛行士。世界最年少で月面探査のクルーとして選ばれるなど、宇宙飛行士の中でも一際目立っている。30代であるが、アメリカでは「サムライ・ボーイ」と呼ばれるなどヒーロー気質である。六太の弟思いと同様、兄思いであり、六太が宇宙飛行士になることを心待ちにしている。
性格は兄の六太とは違い、細かいことを煩わしがる性格であり、肝心の何かが抜けていると六太は指摘している。目標に向かい一直線にまっすぐ進むなど、挑戦する向上心や気概に溢れている。そのため学生時代は前述の通り、六太と違い仲間と群れず、1人で目標に向かっていることが見受けられる場面がある。幼少時は勉強ができず、六太に教わっていた。自らの先輩であり自らがバックアップクルーを務め殉職した宇宙飛行士であるブライアン・ジェイと、同じく先輩である宇宙飛行士の吾妻滝生を尊敬している。自転車が好きで、トランペットとピアノを演奏できる六太同様、ギターも演奏することができる。
月に行くことを20年間夢見続け、2026年にその夢を叶える。宇宙・月面共に初任務であることにも関わらず、最後まで希望を捨てず決して諦めない心を持っており、六太同様に逆境に強く仲間思いである。月面での探査中に峡谷に落下する事故に巻き込まれる。酸素ボンベが故障し仲間のダミアンも倒れ、孤立無援になり絶望的な窮地に陥いるが、負傷したダミアンを連れて帰ろうとし、脱出するために機械の修理を行う。しかしその代償に、酸素切れで致死直前になったことの影響で、閉鎖空間において著しい動悸などを伴うパニック障害を発症してしまう。
月面任務後は休養し、EVA（船外活動）を控えていた。2027年後半にロシアでソユーズの訓練を受けるためにロシアへ渡り、オリガやイヴァンに支えられながら訓練を受ける。イヴァンの娘であるオリガとは年齢が15歳差（日々人31歳・オリガ16歳）であるが、デートをするなど良い仲となっている。NASAに戻るが、前述のパニック障害のため、名誉職に追いやられる。ロシアやNASAの仲間たちの協力によりパニック障害を克服したが、NASAでは宇宙に行くことができないため、全てを捨て心機一転、ロシアへ旅立つ。その後しばらく登場していなかったが、久々に再登場し、ロシアにおいて月へ行くための訓練を受け、マクシムやフランツなど新たな仲間に巡り会い、ソユーズの月面探査バックアップクルー「トルストイ4」に選ばれる。
伊東 せりか（いとう せりか）
声 - 沢城みゆき / 演 - 麻生久美子
才色兼備な女医。同じく医者だった父の凛平（声 - 髙階俊嗣）を子供の頃に難病(ALS)で亡くしており、ISSのきぼうモジュールでの新薬発見と、病気の原因解明のために宇宙飛行士を目指す。出身は横浜。
周囲が唖然とするほどの健啖家で、日記（父親の墓前に供えるため）にも食べ物のことを度々綴っている。シャロン（後述）の大ファンでもあり、初めて会った際に亡父に起きたことと医師としての知識からシャロンにALSが起きている疑いを抱き、診断を勧める。
恋愛に関しては相当鈍い。だが、南波六太のことを意識している描写は度々見られ、登場時に亡き父親と姿を重ねたり、ISS廃棄を繞っての署名運動では、自分の人生をISSに賭けていることを一番解ってくれている人と受け止めており、陰ながら彼の真意を知ってからは一層絆と信頼を深めるようになっている。
宇宙飛行士の資格を得たすぐ後に、ISSのバックアップクルーの指名を受け訓練に入る。2029年に北村絵名と一緒にアサインを受ける。この頃から美人宇宙飛行士コンビ「せりえな」と呼ばれ人気を博す。
真壁 ケンジ（まかべ ケンジ）
声 - 加藤将之 / 演 - 井上芳雄
六太と試験中に知り合って友人となった男性。大学時代からの交際の末結婚した妻と二人の子供がいる。妻の名前はユキ（声 - 川瀬晶子）、長女は風佳（ふうか、声 - 沢城みゆき）、次女は安（あん）。風佳は初登場の2025年時点で2歳である。次女の名前は、風佳が提案した「あん」という名が元となっており、出生する頃に任命されたミッションで探査を行うことになった小惑星が「314225AN41」という名称だったこともあって付けられた（漢字はケンジ、ユキが考えたと思われる）。
前職は研究員だが、安定しすぎる故に何一つ変哲のない生活に嫌気が差し、妻の勧めで宇宙飛行士を目指すようになる。身長170cm。
人の年齢を当てるのが得意。南波六太曰く「レトロ」な髪型をしており、爽やかな性格だが、真壁自身はひねくれ者を通り越した「ねじれ者」と自己を分析している。
宇宙飛行士の資格を得た後、月面訓練を受けることになる。2028年から無重力訓練を中心に訓練をしていたが、2028年末に小惑星「314225AN41」への探査ミッションに新田とともに選抜される。

### JAXA宇宙飛行士
吾妻 滝生（あずま たきお）
声 - 乃村健次
宇宙飛行士。月の周回軌道を回った最初の日本人。家族以外には笑顔を見せないなど心情を表しにくい性格をしている。地球へ帰還する日々人と交代する形で日本人で2番目の月面着陸体験者となる。尤も、月面着陸でもおそらく最初の日本人になるであろうと周囲からは思われていたが、日々人が先に月面着陸要員に抜擢されたことで、周囲からは日々人に対して選抜結果に起因する嫉妬を抱いているのではないかと誤解されていた。実情は、常に重度の重圧と対峙してきた過去を背負っており、その辛さを痛感していた吾妻に対し、「日本人初」というプレッシャーから守るというブライアン・ジェイの計らいを酌み、月面着陸要員には重圧を気に留めない日々人を推輓した彼に同意したという背景がある。そして、彼自身も日々人の能力を認めており、彼からも尊敬されている。高校野球で甲子園に出場した実績があり、キャッチボールが日課となっている。妻と二人の子供がいる。妻の名前は香代子（声 - 小日向みわ）、息子は悌次郎（声 - 長田美雪）。
実写映画では登場せず、彼の代わりに星加が「死ぬ覚悟はあるか」と六太に問うた。
紫 三世（むらさき さんせい）
声 - 勝杏里
宇宙飛行士。目立ちたがりで、何かと騒がしい男性。大の悪戯好きでもあり、NASAでのあだ名は「ニンジャ」。六太には心の中で「カツオ君」(アニメ版では「いたずラッコ」)と呼ばれている。モヒカンのような特徴的な髪型をしている。JAXAの宇宙飛行士選抜の最終審査において吾妻、宮田アツシらと共に六太たちの面接官を務めた。いたずら好きは各所で発揮され、月面基地でも蜘蛛のおもちゃを使って、他の宇宙飛行士を怖がらせていた。宇宙飛行士としての実力は確かで、2027年に月面に立った三人目の日本人宇宙飛行士となる。
宮田 アツシ（みやた アツシ）
声 - 大羽武士
宇宙飛行士。淡々としており、あまり感情を表に出さない。JAXAの宇宙飛行士選抜の最終審査において吾妻、紫らと共に六太たちの面接官を務めた。
野淵（原作）/野口聡一（アニメ）
声 - 野口聡一（本人） / 演 -
六太と日々人が少年時代に講演を聴きに行ったJAXAの宇宙飛行士。後述のように、アニメ版では野口自身がアフレコを行っている。
実写映画では、六太と日々人とのスリーショット写真でのみ登場。

### NASA宇宙飛行士
ブライアン・ジェイ
声 - 大塚明夫、少年時代 - 長田美雪
宇宙飛行士。故人。1969年7月21日生まれ、2023年11月23日事故死、54歳没。CES-43の月面での任務を終えて地球へ帰還する際に、同乗していたマイケル・エアロフ（声 - 烏丸祐一）、タック・ラベル（声 - 志賀麻登佳）と共に墜落事故で死亡した。日本人初の月面着陸要員として日々人を推薦した。死してなお、多くの宇宙飛行士とその候補生、志願者たちの尊敬を集める人物。月で使用されている酸素生成装置には彼の名前が使われている。
エディ・ジェイ
声 - 有本欽隆、少年時代 - 小日向みわ
宇宙飛行士。ブライアン・ジェイの兄。ISSでは優れたキャリアを持つ宇宙飛行士。兄弟で月面に立つという夢を抱いていたが、前宇宙飛行士室長の理解が得られず月面の訓練を受けられずにいた。2023年に弟のブライアン・ジェイが事故死したためにその夢を失った。そのため、2028年の時点では月面のサブクルー経験どころか訓練すら受けておらず引退を考えている。バイオリンをたしなみ、現、室長のジェーソン・バトラーとの「ピアノのセッション」を楽しみにしている。
バトラー室長からCES-62のサブクルー船長を打診された。また、結婚していて、妻（声 - 宮沢きよこ）とトミー（声 - 布施川一寛、少年時代は長崎瞳）という息子がいる。
後に彼の率いるCES-62バックアップクルー（通称「ジョーカーズ」）はCES-66プライムクルーに選出される。
ビンセント・ボールド
声 - 津田健次郎
NASAの宇宙飛行士。通称「ビンス」。六太たち23期生が宇宙飛行士候補者（アスキャン）だった頃（2026年から2027年後半まで）の訓練教官（スポンサー）を務めている。出身はミネソタの鉱山町ポットヒル（架空の地名）。
非常にせっかちな性格であり、気も早い。パートナーに効率的な思考と度胸を求めている。ピコ（後述）とは幼いころからの親友で、共に夢半ばで夭逝した親友リック（後述）との約束を果たすために宇宙飛行士になることを決意し、鉱山町を飛び出した。少年時代にはクローゼットに籠もってSF小説の朗読テープに耽り、宇宙飛行を夢に描いていた。六太にも似た経験があった事を知り、彼の姿を亡き親友リックに重ね、親睦を深めていった。
子供時代の約束であり、自身の希望でもある月面探査をCES-62クルーとして果たす。後、CES-66のキャプコムとして地球上からジョーカーズを支援する。
ラリー・バイソン
声 - 川原慶久
NASAの宇宙飛行士。愛煙家。23期生が宇宙飛行士候補者（アスキャン）だった頃（2026年から2027年後半まで）の訓練教官（スポンサー）を務めている。ビンスとは全く正反対で大らかな性格だが、食わせ物の一面も持つ。
ビンスと共にCES-62クルーに選ばれた。
ローリー・クオモ
声 - 坂巻亮祐
宇宙飛行士。CES-51クルーだったヒビトのバックアップ。日本好きであり、日本語を書きこんだオリジナルTシャツを着るのが趣味だが、珍妙なセンスである（「COOL！（カッコいい）」のつもりで「涼しい！」と書いたり、「PRIDE（誇り）」を「ホコリ」と書くなど）。
マイク・デイビス
声 - 石狩勇気
宇宙飛行士。蟹座。五つ年下の妻がいる。
フレディ・サターン
声 - 西凜太朗 / 演 -
口ひげを生やした男性。CES-51では船長を務める。後に小惑星探査ミッションチーム「スウェッツ」のキャプテンにアサインされる。
実写映画の終盤ではバディと共に、バギーで日々人とダミアンを助けに向かう。
バディ・ウォーターズ
声 - 東地宏樹 / 演 -
CES-51のクルー。筋肉自慢の黒人。後に小惑星探査ミッションチーム「スウェッツ」のクルーにケンジ・新田共々アサインされる。
実写映画の終盤ではフレディと共に、バギーで日々人とダミアンを助けに向かう。
ダミアン・クウェラー
声 - 土田大 / 演 -
CES-51のクルー。家族は息子のアラン（声 - 行成とあ）と妻（声 - 長田美雪）の3人家族。日々人と共にバギーで月面を走行中に遭難する。宇宙服の体温維持装置が故障して凍死を覚悟するが、日々人の意地に助けられ、フレディ、バディに救出される。日々人がパニック障害に陥ってからは、復帰を賭けた試験にバディらと共に応援に駆け付け、パニック障害を克服させた。
実写映画の中盤で原作同様に遭難するが、頭を打って気絶していた。意識を回復する描写はなく、その後も登場しなかったため生死不明である。
カレン・ジョーンズ
声 - 小日向みわ
CES-51のクルー。女医。月面で事故にあったダミアンの凍傷についてその後の治療方針を嬉々として語るところをフレディからは「S」と認識される。
リンダ・クリフ
声 - 行成とあ
CES-51のクルー。金髪ショートの女性。
アマンティ・パテル
声 - 恒松あゆみ
インドから選出された女性で、六太たちと同じ23期の宇宙飛行士候補者。計算能力に長け、プログラミングを得意とする。占いや未来予知に似た能力を持ち、他人の家族構成や未来の出来事などをかなり的確に言い当てた。訓練中では六太たち日本人5人と同じ班に割り当てられる。
六太やせりか達がバックアップクルーとして訓練する頃には結婚しており、後に夫との間に一子をもうける。夫とは初対面の時点で子供をもうけるところまで視えたらしい。
アンディ・タイラー
声 - 藤原貴弘
宇宙飛行士。体格が大きいばかりか表情も乏しいため、自然と他人を威圧してしまう。22期宇宙飛行士の呼び名がモンスターになったのは所属する彼の体格からという噂がある。六太の同組としてNEEMO訓練に参加。出世していく同期の日々人たちに引け目を感じていたが、2028年にCES-62のサブクルーの指名を受ける。また、ジョーカーズとしてCES-66プライムクルーにも選ばれる。
ベティ・レイン
声 - 杉本ゆう
女性宇宙飛行士。CES-43で死亡したタック・ラベルの妻。2028年時点で8歳の男児一人を抱えるシングルマザー。非常に気が強く、人を寄せ付けないようにしているため、他の人から避けられていたが、次第に心を許していき、ジョーカーズの一員として六太らと邂逅する。夫の死後、息子、クリスの激励など期することがあって現役復帰し、2028年にCES-62のサブクルーの指名を受ける。後にジョーカーズとしてCES-66プライムクルーにも選ばれる。
カルロ・グレコ
声 - 新垣樽助
長身、眉目秀麗のナルシスト。マイペースな行動とキザな発言が多く、他の人から避けられている。しかし知性は非常に高く、上層部からも頭脳は桁外れだと評価されている。2028年にCES-62のサブクルーの指名を受け、後にCES-66、通称ジョーカーズのプライムクルーとして選ばれた。イタリア生まれで出生名はルチアーノ。マフィアに属していた父リベリオ・ゴッティ（本名：レオ・グレコ）とその父を取り巻く暴力を嫌悪した末、単身アメリカに移住して国籍を取得し、現在の名を名乗る。自らの出自を嘆いて一時的にCES-66クルーを辞退しイタリアに戻るが、実は元々マフィアに潜入捜査をしていた刑事でありマフィアに染まった後も決して暴力とドラッグに頼らなかった父に対する誤解が解けたため再びNASAに帰還、紆余曲折を経てジョーカーズに復帰する。それからは自身と父の出生名のイニシャルを掛け合わせたミドルネーム「L.」を加えて名乗るようになった。
フィリップ・ルイス
声 - 楠大典
ジャマイカ人の父とアメリカ人の母を持つ、アルゼンチン生まれ。アルゼンチンとブラジル育ち。常にラテン系のノリでテンションが高すぎるため、他の人から避けられている。「ヤァマン！」が口癖。耳の形をしたイヤホンをしており、初対面の相手には「よくイヤホンしてるって分かったね！」と言う。2028年にCES-62のサブクルーの指名を受ける。後にCES-66＝通称ジョーカーズのプライムクルーとして選ばれた。幼い頃から生い立ちのせいで行く先々で自らの複雑なアイデンティティに基づく疎外感を受け落ち込んでいたところ、エディの「我々は孤独だ、だが一人ではない」という発言に励まされて宇宙飛行士を志し、現在に至る。
モッシュ・ベルマー
CES-66バックアップクルーで、「パーフェクツ」と呼ばれるクルーの一員。カルロが私用で長期間NASAを離れていた間に、一時的にプライムクルーに昇格する。愚直過ぎて表情の変化が非常に乏しく、特にフィリップとベティからの評価は良くなかった。他クルーの思いを汲んでか汲まずか、CES-66プライムクルー発表の直前に甥の前でドロップキックの真似をして右手を強打、全治三ヶ月の骨折でプライムクルーから外される。モデルはロックバンドMUSEのマシュー・ベラミー。
ジョージ・ラブ
声 - 大羽武士
NEEMO訓練で六太・ケンジ・アンディと同じチーム2に属する先輩宇宙飛行士。今次NEEMO訓練で月へ行けるのは六太かケンジのいずれか一人であると告げて新人二人に揺さぶりをかける。ビンス同様、試験では競争させた方が能力が伸びるという信条を持つ。

マルコム・エルキン
声 - 永田昌康
チーム「ボルツ」に属する宇宙飛行士。日々人の復帰試験直前・日々人の失踪・ISS存続問題・カルロの失踪等事あるごとに南波兄弟の周辺に絡んでくる。
シェイン・マグワン
声 - マンモス西尾
元軍人で六太の同期生。ビンセントの荒々しい新人ドライブでもスピードを楽しむ余裕を持ち、アスキャンの訓練においてもAチームとして優秀な成績を出すなど優れた面を持つ。六太がISSのバックアップクルーとして推薦を受けている頃、ベン・ハートと共に月へのバックアップクルーとして任命されていた。NEEMO訓練では新田と同じチームIIとなり、積極的で自信げに満ちた姿勢を見せた。CES-65「サバイバーズ」クルーに選ばれ、打ち上げの描写はなかったがCES-66「ジョーカーズ」がムーンベースについた時に六太達を向かい入れる描写がある。
ベン・ハート
元軍人で六太の同期生。シェイン・マグワンと一緒に居ることが多く、ビンセントの新人ドライブでは急スピードに対しても冷静沈着としていた。シェイン・マグワンと共に月ミッションのバックアップクルーに任命され、定かではないがCES-65「サバイバーズ」の一員として月ミッションに加わっている(ムーンベースではベンと思われる後ろ姿だけ描写されている)。

### JAXA職員
茄子田 シゲオ（なすだ シゲオ）
声 - 青山穣
JAXA理事長。飄々とした性格をしている。モデルは向井万起男。名前の由来はJAXAの前身の一つであるNASDA。
星加 正（ほしか ただし）
声 - 流山児祥 / 演 - 堤真一
JAXA職員。若い頃はふさふさとした頭髪に因んで「JAXAのライオン」と呼ばれていた。JAXAへ頻繁に訪れていた幼い頃の南波兄弟をモジャ君（六太）、ツン君（日々人）と呼んでいたことを憶えており、六太のことを応援している。
実写映画では、出番が省略されたキーパーソン達の役回りを一身に引き受ける形となっている。
鶴見 徹太郎（つるみ てつたろう）
声 - 伊藤栄次 / 演 - 吹越満
JAXA職員。スキンヘッドで強面。同僚などからは「ツルミー」とあだ名されている。星加とは信頼関係があり、会話のときは珍しく表情が緩むこともある。茄子田いわく「晴れ男」である。
実写映画ではスキンヘッドではない。
原田 俊彦（はらだ としひこ）
声 - 布施川一寛
JAXA職員。スタッフに飲み物を配ったり荷物を運んだりと雑務が多い。またグリーンカードの存在や最終面接の秘密も知らなかった。茄子田からも「新人君」と呼ばれているため、まだ入社してからの日が浅いとみられる。星加の側近の部下として運転手なども務める。
小町 ミチコ（こまち みちこ）
声 - 綾戸智恵
JAXAで六太たちの身の回りの世話をするマネージャー。通称「JAXAのオカン」。流暢な関西弁を喋るが、カリフォルニア在住歴があり、英語も達者である。
モデルはジャズシンガーの綾戸智恵で声も綾戸本人が演じている。

### NASA職員・関係者
ジェーソン・バトラー
声 - 立木文彦
NASAの宇宙飛行士で、宇宙飛行士室長。NASAでの宇宙飛行士の配属決定権は彼にある。ただ、宇宙飛行士の配属決定には、マネージャー(演出家)側の意向が強く反映されるため、実質的には彼の独断で決める事はできない。
米空軍士官学校を卒業後パイロットとなり、マサチューセッツ工科大学で博士号を取得後に宇宙飛行士となる。
ジェイ兄弟に特別な思い入れがあるらしく、兄エディの月面行きを望んでいる。南波兄弟にもチャンスを与えたがっているが、やたら高いハードルを設定しようとする。
六太に対して当初は良く評価していなかったが、六太の行動からかつての友人を思い出し、六太に強く思い入れるようになった。
デニール・ヤング
声 - 石田太郎
NASA職員でアスキャンの飛行訓練の老教官。日々人にジェット機の操縦を教授した人物。専用訓練機と破天荒な指導スタイルが個性的過ぎて、NASAの飛行教官としては最低ランクに位置づけられており、実技訓練前の筆記試験で最低点を採った宇宙飛行士候補者に彼が押し付けられる。ノリがよく車の運転も荒い。本人曰く、車の運転は丁寧だが、飛行機の操縦はちょっと手荒いらしい。1958年11月1日生まれ（コミックス13巻より）。アイスブレーカーズ・サワーズ好み。

実写映画では登場しなかったが、彼に相当するキャラクターとしてバズ・オルドリンが本人役で出演している。
ピコ・ノートン
声 - 大塚芳忠、少年時代 - 鈴木貴征
デンバー社の技術者。気が乗らない仕事には全くやる気を見せず、酒に溺れるか子ども向けの玩具で遊ぶかしているが、実は優秀な技術の持ち主。
宇宙飛行士のビンスとは幼なじみで親友。ブライアンに憧れた少年時代から、宇宙開発に携わる技術者になる事を夢見ており、自分が設計した船でビンスを打ち上げる事を約束していた。
ブライアンが死亡した2023年のCES-43に搭載される予定だった帰還船のパラシュート開発・製造のサブプロジェクトの総合責任者を務めていたが、後に価格面で差があった他社のものが採用され、ブライアンたちが死亡したことに負い目を感じている。
アスキャン訓練メニューのキャンサット大会で六太たちの班のサポート技術者となった際も当初は何もしなかったが、六太が優れた技術者魂を持っていることに気付いたことや六太の言葉に亡き親友・リックの面影を感じたこともあって彼を評価し、助言を与えていく立場となる。
CES-62では、月面上の帰還船や発射台を移動させる運搬用の機械を彼が設計し、採用されている。
ウォルター・ゲイツ
声 - 上別府仁資
NASAのマネージャー。2023年のパラシュート未展開によって宇宙飛行士が死亡した事件で前任者のマネージャーが引責辞任し、繰り上がりで今の地位に就く。極端に安全志向で絵に描いたような合理主義だった。月面着陸のクルーに六太を指名する見返りとしてISSを廃止するよう六太に使嗾したが、本人から予想だにしない大勢の存続署名を受けたことと、旧友との邂逅によって徐々に宇宙開発に対する情熱を取り戻すようになる。
ジェニファー
声 - 橘U子
NASAの職員。トーク好きな恰幅のいい黒人女性。常にサングラスを掛けており、作中では度々狂言回しの役目を務める。小町とは親友。
アレクサンダー・ニコラス・フィリッポス・メディナカロス
声 - 徳本英一郎
飛行教官。モジャモジャ頭で、どことなく六太に似た風貌(そのため、デニールと初めて会った時、六太は彼から「アレクサンダー」と呼び間違われていた)。フルネームがあまりに長いので最終的には六太から「アレックス」と略して呼ばれる。
ピーター／ハロルド／ダン／ウィンストン
声 - 後藤哲夫／小柳良寛／宮本崇弘／志賀麻登佳
ISS搭乗を蹴った六太が送り込まれた資材開発部署のメンバー。ローバー改良について最初はやる気がなかったものの六太の言葉に引き込まれて協力。後にISS予算削減案のプランニングの際にも六太に協力する。
ハミルトン
声 - 川原慶久
NEEMO訓練時に六太やケンジ等チーム2のサポートを行う海洋生物をこよなく愛する心優しき男。チーム2の課題の作業に彼も加えようとする六太に対しケンジが反対しようとするもラブからルール違反ではないことから六太の意見に同意を得られたため乗り気で作業に協力する。
ジョージ・マグワイア
声 - 世古陽丸
CES-62サブクルーの訓練教官をつとめた、サングラスにカウボーイハットの男。地質学者で月のレゴリスの専門らしく3Dプリンターを用いた部品製作におけるレゴリスの有用性について六太から電話で質問を受けている。
タリー
声 - 山端零
月クルーにビートルの操作を指導する。
ビル・ハガード
CES-66フライトディレクター。体も声も大きく豪放磊落な性格。
体も声も大きいがゆえに周囲の注目を集めやすく、何かトラブルが発生した際に本人に原因が無いにもかかわらず「問題起こるところに”ビル・ハガード”あり」「トラブルビル」と不名誉な呼称で呼ばれてきた。一方で、それを理解したうえで人一倍強い責任感を持って多くのトラブルに立ち向かい解決してきた実績も持つ。
宇宙飛行士採用試験の際アンディの面接を担当しており、自身の経験を踏まえて体が大きいことに関する周囲の反応について質問をしたことがある。
NBA、ヒューストン・ロケッツのファン。
久城 光利（くじょう みつとし）
CES-66フライトサージャン（医官）。日本人医師。
ヒューストンからCES-66クルーの健康管理を行う傍ら、趣味のゲームが長じて月面の機材の遠隔操作も得意とする。
ダニエル・エルドン
NASA長官。自らをエンターテイナーと認め、のっぴきならない事情により急遽発生した任務も、世間に広く新プロジェクトとして公表することに楽しさを感じている。

### ロシア宇宙飛行士
イヴァン・トルストイ
声 - 辻親八
ロシアの宇宙飛行士。ISS長期滞在848日の最長記録を持ち、ロシアの英雄と呼ばれる。冗談好きで良く笑うが、根は真面目であり厳格な一面も見せる。日々人が月から帰還した後ロシアでリハビリを行った時に面倒を見て、度々自宅に招く。
娘にバレリーナのオリガ・トルスタヤをもつ。オリガのバレエの練習を幼いころから録画しており、パニック障害に悩む日々人を勇気づけるためにオリガ本人に内緒で見せた。その後もリハビリに協力し、身体各部を覆う様々なコスプレ衣装を日々人に送った。
オレグ・ボルシュマン
スターシティにあるロスコスモスの宇宙飛行士室長。厳格な性格であり、当初は余所者の日々人に対し「君は客でもなく、家族でもない」と突き放したが、しっかりと日々人の適性を見極め、後に日々人に対し、ロシア人の一員として認めたことを告げた。
マクシム・ウルマノフ
日々人がロシアのスターシティで邂逅した月探査クルー志望の元軍人。ISS滞在歴は70日。NASAへの対抗意識が強い。日々人より4ヶ月年下の、1997年1月生まれ。一見、口は悪くぶっきらぼうな物言いだが、義理堅く情に厚い性格であり、また常に周囲に対する観察力と的確な行動力に長けている。とりわけ、日々人のNASAを去った事情を知ってからは、周囲に対し、日々人の誤解を解く働きをした。トルストイ4バックアップクルーに選ばれる。
ユル・マイゼール
日々人が出会った宇宙飛行士志望の青年。様々な知識を持っているが、行動や言動が謎に満ちており、マクシムからミステリアスと呼ばれている。祖母が日本人。トルストイ4バックアップクルーに選ばれる。
フランツ・クラーキン
日々人が出会った宇宙飛行士志望の青年。ユーモアに満ちた性格で、ジョークを飛ばすのが好き（ただし、マクシム曰く滑り芸）。トルストイ4バックアップクルーに選ばれる。

### 2025年宇宙飛行士選抜試験受験者
古谷 やすし（ふるや やすし）
声 - 内藤玲 、少年時代 - 長田美雪 / 演 - 濱田岳
通称「やっさん」。閉鎖環境試験で六太・せりか・新田・福田らと同じA班に所属。京都大学で霊長類の研究をしている京都出身の男。京都弁のきつい関西訛が特徴で、歯に衣着せぬ物言いをするが、あくまで正直なだけであり、性格は悪くない。非常に小柄で、「小さい」という言葉に敏感な反応を示す。
小学生の頃に福引きで当てた宇宙服の下敷きからすっかり宇宙飛行士に魅入られ、小学校の卒業文集にも将来の職業は宇宙飛行士という夢を描き続けた。身長制限から宇宙飛行士の夢が絶たれそうになったが、過去に同じ悔しさを味わい、それをバネに低身長用の宇宙服を開発した馬場広人教授を慕うようになり、彼と交流することになった。
2025年JAXA宇宙飛行士選抜試験を受け、選抜2次試験（閉鎖環境試験）の終わり頃から六太と友達になる。選抜には落選したが、京大霊長類研究所を辞職し、敬愛するJAXAの馬場教授の下で働く。2028年、スイングバイの民間宇宙飛行士選抜試験に応募し入社、民間宇宙飛行士として再び宇宙を目指すこととなるが、工業系の経験は全く無い。寿限無の一席を小三で覚えるほどの記憶力の持ち主で、頭の中で将棋対局もこなせるほど空間把握能力にも長けている。カルピス牛乳割りが好物。
実写映画では閉鎖環境試験で登場。他の班が描写されず、六太・ケンジ・せりか・福田・溝口と同じ班となる。溝口と性格が合わず、激しく衝突した。
手島 有利（てしま ゆうり）
声 - 永田昌康
宇宙飛行士選抜試験受験生。閉鎖環境試験でB班に所属。大学講師。父・手島勇吉（声 - 枝折努）の意に沿うため宇宙飛行士選抜試験を受けるが、本来は宇宙に存在するであろう未確認生物の研究に強い興味があり、同試験で好成績を収めながらも最終試験を辞退。名はユーリ・ガガーリンに因む。
福田 直人（ふくだ なおと）
声 - 坂東尚樹 / 演 - 塩見三省
宇宙飛行士選抜試験受験生。閉鎖環境試験でA班に所属。ロケット開発に携わってきた男。受験生中最年長（54歳）で2008年には星加正と共に試験を受けていた。妻子持ちであったが、ロケット開発の成果が上がらないことで妻子から見放された過去がある。宇宙飛行士選抜試験後、ロケット開発に関する高い見識を買われスイングバイ社に再就職。笑川・門村・来栖と並んでスイングバイ社の重要な屋台骨的存在となる。
実写映画では閉鎖環境試験で登場。
新田 零次（にった れいじ）
声 - 星野貴紀
筑波大学でスポーツ医学を専攻してきた長身の男性。剣道やヨガを嗜んでおり、集中力や冷静さに長ける一方で、細かい事項を気にかけ続けるなど神経質な性格もある。また、若い頃はけっこう短気で粗暴であったが、現在では冷静になり自分をコントロールできるようになっている。携帯電話の待ち受け画面が猫という一面もある。
姉と弟がおり、25歳の弟・カズヤ（声 - 徳本英一郎、少年時代 - 恒松あゆみ）が大学中退後に二年間引きこもっている現状を人知れず気にかけている。そんな経緯からか、優秀な弟（日々人）を持った六太のことを羨み、お兄ちゃんと呼んでいたこともある。
宇宙飛行士の資格を得た後、月面訓練を受ける事になる。2028年から無重力訓練を中心に訓練をしていたが2028年末に小惑星「314225AN41」への探査ミッションにケンジとともに選抜される。
北村 絵名（きたむら えな）
声 - 三瓶由布子
五人兄弟の長女であり一番上で、下に3人の弟（直樹（声 - 大羽武士）、キクオ（声 - 川原慶久）、オースケ（声 - 布施川一寛））と1人の妹（ケイ（声 - 岡本ナミ））がいる。出身はさいたま市。
宇宙飛行士候補者になった頃から伊東せりかと仲が良い。幼少時より四人の弟・妹の面倒を見ており家事を手伝っていたためしっかり者である。茄子田理事長に「元気がある」と評された。選抜試験の閉鎖棟にいた時はケンジと同じB班に所属していたが、他の同棟の四人（ケンジ、辞退した手島、落選した溝口・富井）の方が目立っており、最も存在感を見せていなかったが、合格後に一段と活躍が増えた。初期は頭脳明晰な女性という設定であったが、合格後以降は元気な印象のあるキャラクターへと変わっていく。
宇宙飛行士の資格を得た後、ISSの訓練を受けていた。ロボットアームの操作を集中的に訓練しており、飛び抜けて精度の高い操作技術を身につける。ロボットアームの腕前を認められ、2027年にISSのサブクルーの指名を受ける。後に前述の伊東せりかと共に「セリエナ」と呼ばれ人気を博す。
溝口 大和（みぞぐち やまと）
声 - 浅沼晋太郎 / 演 - 新井浩文
宇宙飛行士選抜試験受験生。学生時代から学業・行動力ともに優秀で、何事も自分で陣頭指揮を執り、物事を解決してきた。それゆえに唯我独尊な性格で対抗心が強くチームワークの能力に欠ける。協調性があり日々人を弟に持つ六太やリーダーシップに優れる真壁ケンジを疎ましく思っていた。アメリカの食事を嫌いワインを好む。
宇宙飛行士選抜の閉鎖環境試験で、ケンジ・絵名・手島・富井らと同じB班に所属。他メンバーを競争相手としか見ておらず、協調を訴えるケンジに対して「ならば協調のために試験を辞退しろ」と言い放つなど、他のメンバーと過剰なまでに衝突した。仲間に頼ろうとしない姿勢をJAXAに見咎められ、宇宙飛行士選抜試験に落選してしまう。その後は六太の挨拶に訪れただけで、本編に絡まなくなった。
実写映画では閉鎖環境試験で登場。原作ほど露骨ではないものの他メンバーとの仲は険悪であった。最終日に六太の話にほだされ、ジョン・ハーシェル・グレンを例に福田を励ます言葉をかけた。
富井 竜之介（とみい りゅうのすけ）
声 - 須嵜成幸
宇宙飛行士選抜試験受験生。閉鎖環境試験でB班に所属。普段から寡黙でルービックキューブを常にいじっているが、一度口を開くと、宇宙への想いを、哲学的思想を兼ねて朗々と語り出す一面も持つ。第三次選考で落選。
森嶋 茂雄（もりしま しげお）
声 - 志賀麻登佳
宇宙飛行士選抜試験受験生。閉鎖環境試験で清水・増田らと同じC班に所属。お喋りで、身のない会話を唐突に繰り出す癖がある。実力はあるようで、C班の推薦メンバーに選ばれており、最終選考まで進んでいる。
清水 早苗（しみず さなえ） / 増田 大貴（ますだ だいき） / 丸宮 純（まるみや じゅん）/ 山下 剛（やました つよし）
声 - 長田美雪（清水）、烏丸祐一（増田）
宇宙飛行士選抜試験受験生。閉鎖環境試験で森嶋と同じC班に所属。
清水は最終選考まで進んでおり、溝口・森嶋とともに合格者の記者会見場で六太に挨拶に来ている。

### 月面天測望遠鏡プロジェクト
金子 シャロン
声 - 池田昌子
天体観測所の女性職員で、宇宙関係者の間ではよく知られている天文学者。夫の金子進一（声 - 竹本和正）も著名な天文学者だが、結婚後まもなく病没し、夫婦生活は4年間に留まった。観測所を頻繁に訪れた幼い頃の南波兄弟に、宇宙や楽器などに関する様々な知識を授け、大きな影響を与えた。しかし、伊東による診断からALSと判明し、症状の進行が深刻化する。その後はピアノを弾けなくなっただけでなく、声も脚力も奪われてしまい、自宅療養、電動車椅子での生活を余儀なくされるが、同じ病に冒されながらも、頑張って生きている仲間に出会ってから勇気ももらっている。また、この事実が六太の月面望遠鏡を建設するという夢を強く後押ししている。
ダニエル・モリソン
声 - 魚建
天体観測で世界的に有名な博士。シャロン博士の月面天測望遠鏡プロジェクトをサポートしている。
五月蝿 静（さつきばえ しずか）
JAXAの宇宙赤外線望遠鏡「SPICA」のプロジェクトマネージャ。シャロン博士やモリソン博士とともに「月面シャロン天文台」の建設マニュアルを作成した。見た目で判断されることを嫌い、いつもジャージを着ている天文学者。
針松博士（はりまつ）
月面シャロン天文台のデータ解析を担当。アストロノミカル・ファーストライトの記者会見で五月蠅から「エースストライカー」と紹介された。モデルはシャロン天文台の技術面監修を担当する平松正顕。

### （株）スイングバイ
笑川 堅太郎（えみかわ けんたろう）
（株）スイングバイ及び親会社（株）BYP代表取締役。日本の民間有人ロケット一番乗りを目指して協力してくれる企業・個人を探す途上でJAXA宇宙飛行士選抜試験に落選した福田と出会い部長待遇で採用。
門村 忍（かどむら しのぶ）
同「FUJI」プロジェクトチーム部長。自身が強面であることを気にしている。
来栖 質文（くるす ただふみ）
同・緊急脱出システム開発部部長。年下の笑川のことを「笑（えみ）君」と呼ぶ。
福田 直人（ふくだ なおと）
#2025年宇宙飛行士選抜試験受験者
「海人」（うみんちゅ）
声 - 槇瀬さとる
海人Tシャツを着た福田の部下。2026年のカムバックコンペティションに部長（福田）命令でチーム参戦、優勝を果たす。

### コムノーツ（商業宇宙飛行士、COMMercial AstroNAUTS）
ジョン・アーチャー
日本在住の元NASA宇宙飛行士。ISS搭乗経験がある。「ヤヴァイ」などを喋る。
菅原 五郎（すがわら ごろう）
ISS「きぼう」モジュールの電気系プロジェクトに関わっていた技術者。
対馬 新（つしま あらた）
大学の航空宇宙工学科准教授。選考委員曰く「イケメン」。
五十嵐 寿（いがらし ことぶき）
航空機整備士。事あるごとに「自分が優れてるのかもしれない」と思うポジティブ思考の持ち主。
古谷 やすし（ふるや やすし）
#2025年宇宙飛行士選抜試験受験者
馬場 奈々美（ばば ななみ）
身長156cmの成人女性。あだ名は「バナナちゃん」。関西人。小学校の卒業文集に書いた将来の夢は宇宙飛行士。サイズ変更が可能な宇宙服を開発した馬場広人の娘で、前職はJAXA職員で、ISSのメンテナンスロボット製作に携わっていた実績を持つ。コムノーツ試験までは彼女と古谷の間に直接の面識は無かった（父づてに古谷の噂を聞いていた程度。一方の古谷も馬場に娘がいたのを聞いたことがあるという程度の認識だった）が、彼とは親しくなっている。

### その他
南波 真弓（なんば まゆみ）
声 - 田中真弓 / 演 - 森下愛子
六太、日々人の母。六太と同様、モジャモジャの天然パーマ。大らかで、大抵のことには動じない性格。
アニメ化により声優の名前から取って名前が決定。
南波 長介（なんば ちょうすけ）
声 - チョー / 演 - 益岡徹
六太、日々人の父。外見は無愛想だがモノマネが得意で、時折そのレパートリーを披露する。うどん好き。
アニメ化により声優の名前から取って名前が決定。
オジー・スミス
声 - 中村正
日々人の米国・ヒューストンでの隣人。六太の記憶力に感心してカジノに誘ったり、彼が受けたJAXAの選抜試験の結果で知人と賭けをするなどかなりのギャンブル好き。芝刈り歴4年の自称「芝刈リスト」。
妻の名前は「オバー・スミス（声 - 田浦環）」。
アポ
声 - 沢城みゆき
日々人がヒューストンで飼っているパグ。名前の由来は「アポロ」から。DOG-YOUのホットドッグが大好物。母親はブライアンの家の飼い犬・ジェミニで、ブライアンの事故死の後に産まれ、日々人に譲られた。左前脚の付け根付近にハート型のぶちがあるのが特徴。六太がヒューストンの日々人を訪ねたときは、日々人よりも早く六太に駆け寄るなど、六太にも懐いている。
実写映画では、打ち上げのどさくさに紛れて犬籠から出てしまうが、それが結果的に六太をバズのもとへ導く事となった。
間寺（まてら）
声 - 増山浩一 / 演 - 西村雅彦
六太が勤務していた大手自動車開発会社、ミラクルカー社の役員。日々人を侮辱したことに起因して六太から頭突きをされた。その話を自動車関連の業界に広く流布して六太の再就職を妨害するなど、執念深い。社員の家族の悪口を平然と口にするような人物であり、部下の評判は芳しくない。名前の由来はサッカー選手のマテラッツィ。後に、宇宙飛行士となった六太を認めるようになり和解。交換条件（間寺の娘に新田のサインを贈ること）付きで、JAXAに対し、月面探査車ローバーの技術開発を全面サポートするようになる。
実写映画では序盤のみの出番だった。
馬場 広人（ばば ひろひと）
声 - 広瀬正志
JAXA職員で、古谷が慕う人物。サイズを変える事のできる宇宙服を開発。それにより宇宙飛行士募集要項の身長制限が下限158センチから150センチに引き下げられたので、古谷にも宇宙飛行士選抜試験受験の門戸が開かれる。
新田 カズヤ（にった カズヤ）
声 - 徳本英一郎
零次の弟。25歳。宇宙に絶大な関心を抱き、兄、零次が宇宙飛行士になるきっかけを与えた人物でもある。しかし、彼は学生時代からずっと部屋に引き籠もる毎日を繰り返しており、零次のコンプレックスになっていた。零次のメッセージに勇気づけられて引きこもりを辞め、アルバイトから始めて宇宙関連企業の就職にあと一歩まで漕ぎ着けたが、引き籠もった過去が原因で不採用。ヒューストンに渡米し、職を探すために英会話を勉強している。
田村（たむら）
声 - 林摩理子
シャロンの天体観測所の女性職員。長年勤めており、幼い頃の六太と日々人とも面識があり「田村のねえさん」と呼ばれていた。普通自動車免許の取得に2年掛かった。
リック・ターナー
声 - 興津和幸
故人。ピコとビンスの青年時代の親友。1984年4月1日生まれ。NASAの管制官を志望していたが、父親や学友、先生から反対されていた。ピコ、ビンスまで夢をあきらめかけた事に激怒して二人と仲たがいするが、その直後の2002年2月2日に事故死する(享年17)。その死が将来の進路に迷っていたピコとビンスに初志貫徹をさせる原動力となった。
オリガ・トルスタヤ
声 - 伊瀬茉莉也
イヴァン・トルストイの娘で日々人のファン。15歳。バレリーナの卵でもあり、父が作った成長DVDが日々人のパニック障害克服に大きな影響を与えた。父が無断でDVDを日々人に見せた時は激怒したものの、日々人の再起を願って自らDVDの続きを手渡した。日々人に対し、積極的に好意をアピール、彼と再び逢えることを心待ちにしている。
エミーリア・トルスタヤ
声 - 増岡裕子
イヴァンの妻、オリガの母。でっぷりと太っているが、イヴァンの「昔は美人だった」のセリフに対し「今は"超"美人」と切り返すなど、夫に負けず冗談好き。
クリス
声 - 長崎瞳
ベティ・レインの息子。2028年の時点で8歳。CES-43の帰還船オリオンのパラシュート未展開により死亡した宇宙飛行士のタック・ラベルとの間の子供。彼が再び宇宙について語り出したことが、宇宙飛行士復帰の契機となった。
ベリンダ
ビンスの妻。訓練でミスを犯していた六太がビンスに自宅に招かれて出会う。六太にビンスと接するうえでの極意を伝授する。
アンソニー
ビンスの息子。父に生き写しながら父の居ないところでは歳相応なところも見せる。
オーウェン・パーカー
NASAの飛行士や職員の集う酒場「アウトプット・タヴァーン」の現店主。元NASA職員でゲイツの一年先輩。前店舗が焼失後NASAを辞した彼が店を再建。
宇宙を志す人を後押しするのが夢であると語る。現在のゲイツの合理的過ぎる仕事ぶりを指摘し、その考えを変える決定打となった。
宍戸 空（ししど ソラ）／宍戸 レミ（ししど レミ）
日本ALS協会に所属し、患者のサポートを行っている。
田井（たい）／幸田（こうだ）
ALS患者としてのシャロンの仲間。日本に一時帰国した六太と対面。物事をポジティブに考える二人に出会ったことでシャロンも精神的に救われている面がある。
マリアン
声 - 増岡裕子
ブライアンの妻。「ジョーカーズ」のＬ-3（打ち上げ三日前）パーティーにエディの身内として娘と共に参加。以前より日々人から話を聞いていた六太に会う機会を得ることになった。
エイミー
声 - 長崎瞳
ブライアンの娘。母共々Ｌ-3パーティーに参加。亡父＝ブライアンも六太に会いたがっていたと告げる。

## 用語
グリーンカード
嫌がらせのような命令や不測の事態や困難を作為的に作り出すよう指示が書いてあるカード。作中ではJAXAの宇宙飛行士選抜2次試験の一環として出された。
個別にJAXAの指令室に報告をする際に指示書が紙面によって提示され、その内容は速やかに実行しなければならない。誰がいつどのような指示を受けたのか他言無用である。「時計を壊す」「夜中にアラームを鳴らす」「トイレを詰まらせる」「備蓄された米を床にぶちまける」の4つが出され、あとの1つは班ごとに違うもの（B班の場合は「採点データを消す」であった。六太に出されたのは、自分が変人扱いされるだけで終わってしまいそうな命令（「1日2回、突然叫ぶ」）であった）。　
無論これは不測の事態に対するクルーの反応や行動力、精神力などを観察する意図である。宇宙ステーションを模した閉鎖空間施設でストレスが蓄積された状態に、悪意を感じざるを得ない意図的な備品の破損などを目の当たりにしたクルー同士が互いに疑心暗鬼になるのが通例である。それらをどのように打破し、クルー同士の協力・連帯、解決策を講じるのかが本試験のポイントである。
実写映画では、「（トレーニングの一環として作った）基地の模型を壊す」という命令が六太と別の誰かに1回ずつ出された。
宇宙飛行士候補者（アスキャン、AStronaut CANdidate）
NASAで宇宙飛行士基礎訓練を受けている人達の名称。宇宙飛行士選抜試験に合格しても正式な宇宙飛行士にはなれず、2年間の宇宙飛行士の基礎訓練を受けて、はじめて宇宙飛行士の資格が得られる。2025年組（訓練開始は2026年はじめから）は訓練教官の方針で1年半（2027年後半）で宇宙飛行士の基礎訓練終了を目指している。
宇宙飛行士
NASAでの宇宙飛行士基礎訓練で得られる宇宙飛行士の資格はアメリカでの資格であり、他国での資格の有効性及び範囲は、その国での判断にゆだねられる。
作中で宇宙開発目的で頻繁に有人ロケットを打ち上げていると表現があった国はアメリカとロシアである。※スイングバイ(日本の民間修理会社)については保留。NASAに所属している宇宙飛行士がロシアのソユーズで宇宙に行く場合、ソユーズ用の訓練が必要になる。NASAで宇宙飛行士の資格を得たがNASAを退職し、ロシアに所属する場合の取り扱いは決まっていない。
バックアップクルー（サブクルー）
実際に宇宙に行く予定の宇宙飛行士（正規クルー・プライムクルー）が、体調不良などで宇宙に行けなくなった場合の予備クルー。実際に宇宙に行く、宇宙飛行士と同じ訓練を受ける。正規クルーが宇宙へ行っている間、地上の管制センターでキャプコムなどの仕事を行う。作中ではサブクルーと呼ぶ方が一般的に使われている。
宇宙飛行士が宇宙へ行くためには宇宙飛行士資格を得た後、バックアップクルーとしての指名を受け、バックアップクルーを経験した後、正規の宇宙飛行士として指名されて、はじめて宇宙にいけるようになる。バックアップクルーは新人宇宙飛行士に経験を積ませる場と、出世コースという側面がある。
バックアップクルーの席が少ないため、何年もバックアップクルーになれない宇宙飛行士も多い。通常は成績優秀で安定した人物を優先してバックアップクルーにする。ブライアン・ジェイはヒビトをバックアップクルーとして指名しており、成績があまり良くなかったヒビトが異例のスピードで月面に行けたのはブライアン・ジェイの指名があったからである。
作中では、宇宙飛行士の資格を得た後の道はISSと月面の二つに分かれている。ISSは船内活動がメインであり、月面は月という特殊環境への対策が必要になる。そのため、宇宙飛行士の資格を得た後、ISSか月面どちらかの訓練をしつつ、バックアップクルーに指名されるのを待つ。ただし成績優秀者や推薦が多い場合は、資格を得た後いきなりバックアップクルーに指名される者もいる。作中では月面訓練施設が小規模なため、月面の訓練を受けるだけでも狭き門になっている。ISSの正規クルーとして宇宙へ行った経験があっても、月面に行く場合バックアップクルーからやり直す必要がある。その場合、5年ほどかかる。
ISS（国際宇宙ステーション）
作中では老朽化が進んだ事と、月面基地計画が本格化した事で、近い将来に廃棄される予定。現在は医療関係の研究施設として使用されている。伊東せりかが目指している。2029年の段階で、老朽化がかなり深刻な段階まで進んでおり、分かっている箇所の修理だけで、次のISSミッションの全てを費やさないといけないレベルになっている。この修理費が予算を圧迫することが見えているため、ISSの廃棄の流れが本格化している。
月面基地
月面で生活するには（月は重力が弱いため）天井が低い。日々人達がジャンプしたときに思わず頭をぶつけ、絆創膏を貼ることとなった。
CES
Crew Exploration Systemの略称。月面に宇宙基地を作るための一連のミッション名
CES-43
2023年11月、帰還船オリオンのパラシュート未展開により正規クルー全員が死亡する。
正規クルーは、ブライアン・ジェイ、タック・ラベル、マイケル・エアロフ。サブクルーは南波日々人
CES-51
2026年。月面基地を宇宙線や太陽風から守るため、月面基地をレゴリス（月の砂）で覆う事が主目的のプロジェクト。
正規クルーは、南波日々人、フレディ・サターン、バディ・ウォーターズ、ダミアン・クウェラー、カレン・ジョーンズ、リンダ・クリフ。サブクルーはローリー・クオモ。
CES-62
ミッション時期は2029年夏。宇宙飛行士が地球へ帰還する際に使用される発射台が使い捨てのため、基地周辺に発射台の残骸が大量に放置されることとなり、月面の着陸ポイントがどんどん基地より遠くなってしまうという問題を抱えていた。そのため、発射台の残骸を一カ所に集めて、今後の月面着陸ポイントを確保するのが主目的のプロジェクト。
正規クルーは、アンガス・ロイド、ビンセント・ボールド、ラリー・バイソン、ターラを含む6名。サブクルーは南波六太、エディ・ジェイ、アンディ・タイラー、ベティ・レイン、カルロ・グレコ、フィリップ・ルイス。
CES-66
シャロン月面天文台の田植えが主任務のプロジェクト。通称は『ジョーカーズ』であり、由来は六太とエディ以外のメンバーが性格や態度などに問題を抱えており、他の宇宙飛行士たちから本心から共に宇宙に行こうと思われていないのを、バトラーが（半ばやけっぱちで）組んだことによる。正規クルーは、南波六太、エディ・ジェイ、アンディ・タイラー、ベティ・レイン、カルロ・グレコ、フィリップ・ルイス。サブクルーはモッシュ・ベルマー
レゴリス（月の砂）
一般的には表層を覆う柔らかい堆積層を指す言葉。作中では月の砂を指す。隕石などが月に衝突したり、宇宙線や太陽風などによる侵食で形成される。月には風や水の循環がないため、地球の様に風雨にさらされて砂が丸くなっていく事がないために尖っており、人間の肺を傷つけたり、機械の隙間に入り込んで動作異常を起こしたりする。そのため月の地上から月面基地に戻るときは、必ず落とさなければならないこととなっている。作中では太陽から出る放射線を防いだり、部品になったり、水素を発生させるために利用されているほか、結果的にクッションとなり宇宙飛行士を救ったこともあった。
月面天測望遠鏡計画（月面望遠鏡・シャロン月面天文台計画）
月面に望遠鏡を設置する計画。2025年にこの計画の予算が回るようになった。2026年の時点では全く中身が決まっておらず、どういった望遠鏡にするのかも決まっていない。シャロンを中心とする天文チームは、自分達が長年練ってきた衛星軌道上を回る望遠鏡では無理な、超巨大な電波望遠鏡を宇宙飛行士を使って建造する案を提案しており、その案が優勢になっているが、宇宙飛行士を使うと予算がかかりすぎるという問題を抱えている。2028年シャロンを中心とする天文チームが具体的な計画案を提出したが、いろいろな問題点があり白紙に戻されている。2029年に大型の施設を作るのではなく、小型アンテナを地面に広範囲かつ規則的に打ち込み、それらのアンテナをリンクさせる事で、擬似的な大型アンテナを作る方法でNASAの協力を得られる事になった。人工衛星から機械制御で投下する杭状のアンテナと、宇宙飛行士が車を使って地面に刺す、パラソルアンテナがある。ムッタは子供の時シャロンに、月面に宇宙飛行士として行って「シャロン望遠鏡」を建てるという約束をしている。
酸素生成装置（愛称・BRIAN〈ブライアン〉）
月面に酸素を供給する装置。2025年の時点で月面に3台ある。2025年の日々人が参加したミッションから、宇宙開発で大きな功績を残したブライアン・ジェイに因んで、「ブライアン」の愛称で呼ばれるようになった。レゴリス（月面の砂）を熱すると水素が発生し、その水素を使って、酸素を精製することができる。また、地上からの遠隔操作で月面を移動することが可能であり、前述の日々人の遭難時には、六太からの進言に基づいて、吾妻の指揮で現場に移動し、酸素の切れかけた日々人に酸素を供給して救助した。
CTV-28
チーム「クローバー」の通称で呼ばれる4名のISS搭乗クルー。コマンダー：ロビン・ブラウン、サブコマンダー：ダグ・ホワイト、クルー：伊東せりか、北村絵名。
オリオン
作中で現在使用されている、アメリカの帰還船。
アレス
原作中で使用されているアメリカのロケット。IとVの2種類がある。
アレスIは、人員輸送を目的としたロケットで、スペースシャトルの左右についている固体ロケットブースターを4段から5段目に延長したものを使用している。
アレスVは、資材や着陸船の輸送を目的とした超大型ロケットである。
アニメ放送開始時点では、既にアメリカのアレス計画が白紙となっていたため、アニメでは「マルス」というオリジナルのロケットになっている。
Mr.ヒビット
日々人をモデルにウサギのような姿した主人公の名前及び作中内での架空のアニメ作品名。色々な国で放送している。
アニメミニコーナー版
アニメでは、本編でMr.ヒビットの初回放送を扱った回から、ミニコーナーとして放送されている（#69「日々人に並ぶ」から#79「オリガとヒビトとガガーリン」、#90「小っちゃいメモとでっかいお守り」から#98「最強の宇宙飛行士」まで）。
宇宙飛行士を目指すヒビット(KENN)は、考えるより先に体が動く性格で、彼の頭を使わない前のめりのボケに、強制的にツッコミ役に回された動物達が、唖然としながらも絞り出すように冷静なツッコミを入れる。
ヒビット以外の雄キャラクターは全員平田広明が、雌キャラクターは全員沢城みゆきが声を担当している。
月面バギー
NASAが独自に開発した月面移動用のバギー。2025年の段階で月面を最も速く移動できる乗り物。月面の穴は目視では発見し難いため、スピードの出るバギーでは穴に落ちやすいという欠点があり、2026年に穴に落ち大破している。また、車体重量が軽いのと月の重力が小さいため走っていると車体が浮きバウンドしやすい上、ブレーキをかけると横滑りしやすいという問題がある。
ビートル
大型の月面車。室内は1気圧に保たれていて、ハッチを月基地に接続することで基地内から直接乗り込めるなど高機能だが、充電に時間がかかり、速度も遅いため機動性ではバギーより劣る。
かぐやII
作中で、月を回るJAXAの人工衛星。作中上現役なのかは不明（この手の観測衛星は使用目的上、低高度を飛んでいるため、月の歪みの影響を受けやすく、簡単に衛星軌道から逸れてしまうために、頻繁な軌道変更を余儀なくされる。そのために推進用の燃料が早く尽きるため、寿命が短い）。より高精度の月面3Dマップ製作を目的としている。2026年の日々人の救出作戦時に、この月面3Dマップが役にたっている。2026年の段階ではあまり解析が進んでおらず公表されていない。2027年の年末に月面基地周辺の解析済みの3Dマップの存在が明らかになっている。
ペンギン14号
ブライアン・ジェイを英雄視している、リック・ピコ・ビンスという少年3人が作った自作ロケット。ペンギン14号は失敗し大破している。リックがその破片を拾い、それを三つに切断した。3人は大人になったら、リックは管制官・ピコは宇宙船の設計・ビンスは宇宙飛行士で、ビンスが宇宙飛行士として月面に行く時に3人が携わっている事を誓い合っていたが、ピコとビンスは夢では食えないと、採掘場に就職することを考え始める。
NEEMO(NASA極限環境ミッション運用)訓練
海抜-20m程の位置の海底に作られた海底基地で2週間ほど、他の宇宙飛行士達と生活する訓練。
基地内は水の浸入を防ぐために気圧を高くしており、堅い容器のお菓子が潰れる程。高気圧のために常に耳鳴りが続いている状態になり、会話が聞き取り難い。英語が基本のNASAの訓練では日本人は会話を聞き取るのにも苦労する。※注　作中にこの様な説明や表現は無く、掲載雑誌でNEEMOを取り扱っていた同時期に、NEEMO訓練を受けていた日本人宇宙飛行士のインタビューがTV（NHK正午のニュース)で公開された内容を記述。
キャンサット
空き缶サイズの模擬衛星。宇宙飛行士候補生は訓練の一環としてキャンサットの競技会に出場し、キャンサットの製作・運用を通じて宇宙開発の技術者が行っている仕事を体験する。
有人小惑星探査計画
2028年頃からNASAで、それなりの準備に入っているが、本格的な始動には至っておらず、秘密裏に準備を進めている状態。小惑星「14225AN41」へ向けて4名の宇宙飛行士を送り込む予定。後に「スウェッツ」のニックネームで呼ばれる4名のクルーが正式発表される。キャプテン：フレディ・サターン、クルー：バディ・ウォーターズ、真壁ケンジ、新田零次。
スイングバイ
1. 大型天体の重力を利用して、対象物を加速または減速させる宇宙航法の一つ。
2. 日本の民間修理会社。

ブギー
月面基地でクルー達のバックアップをするロボット。正式名は「QT-4X」
六太達CES-66クルーが月面基地に到着したときには既に先だって月面で活動していた紫三世の手によってプログラムが改変され、悪い意味で人間臭い人格に改変されていた。

## 書誌情報
- 小山宙哉 『宇宙兄弟』 講談社 〈モーニングKC（限定版のレーベルは「講談社キャラクターズA」）〉 既刊45巻（2025年7月23日現在）

| 巻数 | 発行日         | ISBN              | 限定版ISBN        |
| ---- | -------------- | ----------------- | ----------------- |
| 1    | 2008年3月21日  | 978-4-06-372674-9 |                   |
| 2    | 2008年6月23日  | 978-4-06-372711-1 |                   |
| 3    | 2008年9月22日  | 978-4-06-372732-6 |                   |
| 4    | 2008年12月22日 | 978-4-06-372763-0 |                   |
| 5    | 2009年3月23日  | 978-4-06-372782-1 |                   |
| 6    | 2009年6月23日  | 978-4-06-372802-6 |                   |
| 7    | 2009年9月23日  | 978-4-06-372832-3 |                   |
| 8    | 2009年12月22日 | 978-4-06-372858-3 |                   |
| 9    | 2010年3月23日  | 978-4-06-372883-5 |                   |
| 10   | 2010年6月23日  | 978-4-06-372909-2 |                   |
| 11   | 2010年9月22日  | 978-4-06-372939-9 | 978-4-06-362174-7 |
| 12   | 2010年12月22日 | 978-4-06-372961-0 | 978-4-06-358341-0 |
| 13   | 2011年3月23日  | 978-4-06-372981-8 | 978-4-06-358345-8 |
| 14   | 2011年6月23日  | 978-4-06-387006-0 | 978-4-06-358350-2 |
| 15   | 2011年9月23日  | 978-4-06-387038-1 | 978-4-06-358360-1 |
| 16   | 2011年12月22日 | 978-4-06-387065-7 | 978-4-06-358373-1 |
| 17   | 2012年3月23日  | 978-4-06-387090-9 | 978-4-06-358381-6 |
| 18   | 2012年6月22日  | 978-4-06-387118-0 | 978-4-06-362224-9 |
| 19   | 2012年10月23日 | 978-4-06-387149-4 | 978-4-06-358400-4 |
| 20   | 2013年2月22日  | 978-4-06-387169-2 | 978-4-06-358427-1 |
| 21   | 2013年6月21日  | 978-4-06-387223-1 | 978-4-06-358456-1 |
| 22   | 2013年10月23日 | 978-4-06-387263-7 | 978-4-06-358466-0 |
| 23   | 2014年3月20日  | 978-4-06-387294-1 | 978-4-06-358700-5 |
| 24   | 2014年9月22日  | 978-4-06-388351-0 | 978-4-06-358743-2 |
| 25   | 2015年2月23日  | 978-4-06-388425-8 | 978-4-06-358761-6 |
| 26   | 2015年7月23日  | 978-4-06-388475-3 | 978-4-06-358778-4 |
| 27   | 2015年11月20日 | 978-4-06-388523-1 | 978-4-06-358780-7 |
| 28   | 2016年4月22日  | 978-4-06-388592-7 | 978-4-06-362326-0 |
| 29   | 2016年9月23日  | 978-4-06-388638-2 | 978-4-06-358819-4 |
| 30   | 2017年1月23日  | 978-4-06-388680-1 | 978-4-06-397023-4 |
| 31   | 2017年6月23日  | 978-4-06-388734-1 | 978-4-06-397039-5 |
| 32   | 2017年11月22日 | 978-4-06-510508-5 | 978-4-06-397044-9 |
| 33   | 2018年4月23日  | 978-4-06-511349-3 | 978-4-06-511494-0 |
| 34   | 2018年10月23日 | 978-4-06-513052-0 | 978-4-06-512349-2 |
| 35   | 2019年3月22日  | 978-4-06-514749-8 | 978-4-06-515327-7 |
| 36   | 2019年8月23日  | 978-4-06-516896-7 | 978-4-06-516898-1 |
| 37   | 2020年2月21日  | 978-4-06-518431-8 | 978-4-06-518433-2 |
| 38   | 2020年8月20日  | 978-4-06-520366-8 | 978-4-06-520371-2 |
| 39   | 2021年2月22日  | 978-4-06-522346-8 | 978-4-06-522345-1 |
| 40   | 2021年9月22日  | 978-4-06-524461-6 | 978-4-06-524462-3 |
| 41   | 2022年5月23日  | 978-4-06-527153-7 | 978-4-06-527154-4 |
| 42   | 2022年12月22日 | 978-4-06-530078-7 | 978-4-06-530081-7 |
| 43   | 2023年9月22日  | 978-4-06-532538-4 | 978-4-06-532562-9 |
| 44   | 2024年7月23日  | 978-4-06-536000-2 | 978-4-06-536202-0 |
| 45   | 2025年7月23日  | 978-4-06-540032-6 |                   |

- 『We are 宇宙兄弟』 〈講談社Mook〉
  - VOL.01 2010年12月22日発行、ISBN 978-4-06-389515-5
  - VOL.02 2011年3月23日発行、ISBN 978-4-06-389539-1
  - VOL.03 2011年6月23日発行、ISBN 978-4-06-389579-7
  - VOL.04 2011年9月23日発行、ISBN 978-4-06-389605-3
  - VOL.05 2011年12月22日発行、ISBN 978-4-06-389625-1
  - VOL.06 2012年3月23日発行、ISBN 978-4-06-389649-7
  - アニメSPECIAL 2012年6月22日発行、ISBN 978-4-06-389673-2

- 『We are 宇宙兄弟』 〈講談社+α新書〉 門倉紫麻 著
  - 宇宙飛行士の底力 2012年3月20日発行、ISBN 978-4-06-272752-5
  - 宇宙を舞台に活躍する人たち 2012年3月20日発行、ISBN 978-4-06-272753-2

- 『宇宙兄弟 心のノート ｢メモしたくなる言葉たち｣』 〈講談社〉 　
  - 2012年3月23日発行、ISBN 978-4-06-364886-7

- 『宇宙兄弟 コミックガイド』  〈講談社〉
  - 2012年6月22日発行、ISBN 978-4-06-376634-9

- 『TVアニメ 宇宙兄弟オフィシャルファンブック』  〈学研パブリッシング〉
  - 2013年10月22日発行、ISBN 978-4-05-405841-5

## テレビアニメ
2012年4月1日から2014年3月22日まで読売テレビ・日本テレビ系列（NNS加盟29局）にて放送された。全99話。同局で青年誌の漫画を原作としたアニメが全国ネットで放送されるのは、『バケツでごはん』以来約16年振りである。
原作では実在の日本人宇宙飛行士に相当する人物がよく似た名前（例：毛利衛→毛莉、野口聡一→野淵）に変更され登場していたが、アニメ版ではJAXAが協力しているため実名が使われている。第13話、第26話では、野口聡一が本人役のゲスト声優として出演し、第26話では野口聡一の他、若田光一と星出彰彦が声は無いが面接官として登場している。また、2012年9月には史上初の試みとして、星出が国際宇宙ステーション滞在中に本人役の声優としてアフレコを行い、第31話で放送された。第37話では、ロンドンオリンピック柔道女子48kg級日本代表の福見友子が溝口の同級生役で出演した。その後第45話ではジャズシンガーの綾戸智恵が小町ミチコ役で3週続けて出演し、また、本作の原作者の漫画家小山宙哉も第45話で劇中のテレビ番組の芸人役でゲスト出演している。
それとは逆に、版権が関わりそうな固有名詞（原作第1話で出たPUFFYの曲、「セガール映画」など）は、ほとんどが別のものに置き換えられるか出番を省略されるかしている。
番組開始から1年間、次回予告の直後には、少年時代のムッタとヒビトがJAXAの提供した宇宙開発に関係する写真を発表する「今週の宇宙写真」のコーナーが存在し、番組ホームページでその写真、およびその説明が公開されていた。
2013年4月6日からは、放送時間が土曜17:30 - 18:00に変更された。その後18:00からの『名探偵コナン』と合わせ、読売テレビ制作のアニメ作品が1時間枠での放送となったが、『コナン』は週刊少年サンデー（小学館）連載作品であるため、キャラクターの共演は行われず、開始前のジャンクションで南波兄弟が「『名探偵コナン』の前に『宇宙兄弟』」と告知したり、コナン役の高山みなみが毎回アバンで「これまでのあらすじ」を語る程度にとどめられている。
ただしフジテレビ系列とのクロスネット局であるテレビ大分では、2013年4月以降も従前と放送時間は変わらないため、13時間30分遅れネットとなる。その結果、NNS加盟29局全局同時ネットアニメが消滅する。
次番組である『金田一少年の事件簿R』以降の作品からは放送期間が全て2クールに統一されたため、『コナン』を除くと本作が2クールを超えて放送された最後の読売テレビ制作アニメとなっている。
2014年、東京アニメアワード2014 テレビ部門優秀賞を受賞。

### スタッフ（アニメ）
- 原作・監修（第37話 - 第99話） - 小山宙哉（講談社「モーニング」連載中）
- 監督 - 渡辺歩[17]
- シリーズ構成 - 上江洲誠（第1話 - 第20話）→加藤陽一[17]（第21話 - 第99話）
- キャラクターデザイン - 薮野浩二[17]
- 総作画監督 - 薮野浩二[17]（第1話 - 第59話）、奥野治男[17]（第4話 - 第59話）
- 美術監督 - 加藤浩[5]、保木いずみ、山根佐帆（第1話 - 第11話）→根本邦明（第12話 - 第99話）
- メカニックデザイン・メカ作画監督 - 渡辺浩二[17]
- 色彩設計 - 吉村智恵[5]
- 撮影監督 - 岡崎正春[5]（第1話 - 第75話）→清水彩香（第76話 - 第99話）
- CG監督 - 雲藤隆太[5]→門間和弥
- 編集 - 後藤正浩[5]
- 音響監督 - 小林克良[5]
- 音楽 - 渡辺俊幸[17]
- 企画・プロデューサー - 永井幸治
- チーフプロデューサー - 伊藤憲浩、落越友則
- アニメーションプロデューサー - 外﨑真
- アニメーション制作 - A-1 Pictures[5]
- 制作 - ytv、A-1 Pictures

### 主題歌（アニメ）
オープニングテーマ
「Feel So Moon」（第1話 - 第13話）作詞 - 奥田民生 / 作曲 - 阿部義晴 / 編曲・歌 - ユニコーン
作者からの願いによりユニコーンが起用、初回限定盤のみで発売されたCDジャケットのイラスト、同封しているユニコーンと宇宙兄弟のコラボ漫画「Uc兄弟」を書き下ろした。
第99話では挿入歌として使用。
「ユリーカ」（第14話 - 第26話）作詞・作曲・編曲 - 大橋卓弥、常田真太郎 / 歌 - スキマスイッチ
第22話からオープニング映像にスキマスイッチが登場している。
「夢見る世界」（第27話 - 第38話）作詞・作曲 - 氏原ワタル / 編曲・歌 - DOES
第27話から第29話の車のメーターの文字に誤りがあり、正しくは「FUEL」だが「FEUL」になっていた。第30話で正しく修正している。
またロケット船体に書かれた「THE UNITED STATES」が「THE UNITED STAES」となっており、放送中修正はされていない。
「Small World」（第39話 - 第51話）作詞 - 加藤慎一 / 作曲 - 山内総一郎 / 編曲・歌 - フジファブリック
「消えない絵」（第52話 - 第64話）作詞・作曲・歌 - 真心ブラザーズ / 編曲 - 桜井秀俊
「クレーター」（第65話 - 第75話）作詞・作曲 - クボケンジ / 編曲・歌 - メレンゲ
「HALO」（第76話 - 第87話）作詞・作曲 - 猪狩翔一 / 編曲・歌 - tacica
「B.B.」（第88話 - 第99話）作詞 - SHOCK EYE / 作曲・編曲 - THE 810 / 歌 - THE 野党

エンディングテーマ
「素晴らしき世界」（第1話 - 第13話）作詞・作曲・歌 - Rake / 編曲 - GIRA MUNDO
「告白」（第14話 - 第26話）作詞・作曲・歌 - アンジェラ・アキ / 編曲 - アンジェラ・アキ、阿部尚徳、牧野“Q”英司
「テテ」（第27話 - 第38話）作詞・作曲・歌 - 近藤晃央 / 編曲 - 江口亮
「グッバイ・アイザック」（第39話 - 第51話）作詞・作曲・歌 - 秦基博 / 編曲 - 島田昌典
「BEYOND」（第52話 - 第64話）作詞 - カミカオル / 作曲 - 福原美穂、SKY BEATZ、EAST LANE、MATS SKARE / 編曲 - SKY BEATZ / 歌 - 福原美穂
「夜空の太陽」（第65話 - 第75話）作詞・作曲 - 鈴木圭介 / 編曲・歌 - フラワーカンパニーズ
「New World」（第76話 - 第87話）作詞・作曲 - 村山辰浩、朝光介 / 編曲 - カサリンチュ、錦糸町昇 / 歌 - カサリンチュ
「あなたがいればOK!」（第88話 - 第99話）作詞 - 坂田麻美 / 作曲・編曲 - Carlos K. / 歌 - Serena

### 各話リスト
| 話数 | サブタイトル                   | 脚本              | 絵コンテ               | 演出              | 作画監督                                         | 放送日        |
| ---- | ------------------------------ | ----------------- | ---------------------- | ----------------- | ------------------------------------------------ | ------------- |
| #01  | 弟ヒビトと兄ムッタ             | 上江洲誠          | 渡辺歩                 | 釘宮洋            | 薮野浩二                                         | 2012年 4月1日 |
| #02  | 俺の金ピカ                     | 上江洲誠          | 誌村宏明               | 清水久敏          | 奥野治男                                         | 4月8日        |
| #03  | 有利な男と走る女医             | 上江洲誠          | 望月智充               | 鈴木大司          | 松井啓一郎                                       | 4月15日       |
| #04  | 日々人の隣                     | 森田繁            | 青空晴夫               | 京極尚彦          | ワタナベケンイチ 森本由布希                      | 4月22日       |
| #05  | 足りない日々                   | 根元歳三          | 紅優                   | 筑紫大介          | 清水裕輔                                         | 4月29日       |
| #06  | 頭にまつわるエトセトラ         | 森田繁            | 鈴木大司               | 鈴木吉男          | 小林利充                                         | 5月6日        |
| #07  | 拝啓日々人                     | 根元歳三          | 岡佳広                 | 原田孝宏          | 海老原雅夫                                       | 5月13日       |
| #08  | 白煙天国                       | 上江洲誠          | 柴山智隆               | 柴山智隆          | 渡辺浩二                                         | 5月20日       |
| #09  | それぞれの覚悟                 | 待田堂子          | 望月智充               | 上原秀明          | 澤田美香                                         | 5月27日       |
| #10  | バスバス走る                   | 根元歳三          | 釘宮洋                 | 鈴木大司          | 清水裕輔、松井啓一郎                             | 6月3日        |
| #11  | 閉じ込められたライバル達       | 森田繁            | 京極尚彦               | 徳本善信          | 森本由布希                                       | 6月10日       |
| #12  | わたしの名前は伊東せりかです   | 待田堂子          | 紅優                   | 筑紫大介          | 佐藤貴浩、鎌田祐輔 柴山智隆                      | 6月17日       |
| #13  | 3次元アリ                      | 根元歳三          | 岡佳広                 | 鈴木吉男          | 小林利充、君野敏                                 | 6月24日       |
| #14  | 壊れたメガネと足の裏           | 森田繁            | 望月智充               | 江崎慎平          | 北村晋哉、松井啓一郎 清水裕輔                    | 7月1日        |
| #15  | 宇宙の話をしよう               | 待田堂子          | 青空晴夫               | 有冨興二          | 渡辺浩二、茂木琢次                               | 7月8日        |
| #16  | アラームアリ時計ナシ           | 根元歳三          | 釘宮洋                 | 上原秀明          | 澤田美香、村田涼一                               | 7月15日       |
| #17  | 犯人はこの中にいる             | 柿原優子          | 誌村宏明               | 浅見松雄          | 朴旲烈                                           | 7月22日       |
| #18  | かぺ!けんじ!                   | 上江洲誠          | 岡佳広                 | 鎌田祐輔          | 海老原雅夫、清水裕輔 松井啓一郎                  | 7月29日       |
| #19  | さらばの前の日                 | 森田繁            | 望月智充               | 土屋康郎          | なかじまちゅうじ 重国勇二                        | 8月5日        |
| #20  | 一番酷い仕打ち                 | 待田堂子          | 紅優                   | 有冨興二          | 北村晋哉、松井啓一郎 清水裕輔                    | 8月12日       |
| #21  | 久しぶりの空                   | 加藤陽一          | 誌村宏明               | 鈴木吉男          | 茂木琢次、渡辺浩二                               | 8月19日       |
| #22  | 夢の途中                       | 加藤陽一          | 鈴木大司               | 鈴木大司          | 海老原雅夫、北村晋也 薗部あい子、藤巻裕一 山本篤 | 9月2日        |
| #23  | 親父と息子とムッタクロース     | 加藤陽一          | 釘宮洋                 | 上田繁            | 清水裕輔、鎌田祐輔 松井啓一郎                    | 9月9日        |
| #24  | 最悪の審査員                   | 加藤陽一          | 望月智充               | 上原秀明          | 清山滋崇                                         | 9月16日       |
| #25  | マッハの弟 筋トレ兄            | 加藤陽一          | 紅優                   | 筑紫大介          | 石井ゆみこ、本多みゆき 萩原正人                  | 9月23日       |
| #26  | 痛みを伴う面接                 | 加藤陽一          | 木村哲                 | 宍戸淳            | 山田あゆみ                                       | 9月30日       |
| #27  | 一つの質問                     | 加藤陽一          | 中智仁                 | 中智仁            | 平野勇一、島千蔵 片岡育、齋藤雅和 土屋智義       | 10月7日       |
| #28  | ドーハのきせき                 | 加藤陽一          | 柴山智隆               | 柴山智隆          | 海老原雅夫、茂木琢次 松井啓一郎、徳田夢之介      | 10月14日      |
| #29  | 打ち上げ前夜                   | 加藤陽一          | 釘宮洋                 | 浅見松雄          | 南伸一郎                                         | 10月21日      |
| #30  | 犬とじじいとアレクサンダー     | 加藤陽一          | 江崎慎平               | 江崎慎平          | 清水裕輔、北村晋哉                               | 10月28日      |
| #31  | ロケットロード                 | 加藤陽一          | 誌村宏明               | 土屋康郎          | 菊地巧一、重国勇二                               | 11月4日       |
| #32  | 入ってはいけない場所           | 加藤陽一          | 誌村宏明               | 有冨興二          | 渡辺浩二、海老原雅夫 松井啓一郎                  | 11月11日      |
| #33  | 月のウサギ                     | 加藤陽一          | 上原秀明               | 上原秀明          | 澤田美香                                         | 11月18日      |
| #34  | 月夜の晩にパグとハグ           | 加藤陽一          | 原田孝宏               | 原田孝宏          | 徳田夢之介、加藤万由子                           | 11月25日      |
| #35  | だだっ広い施設のほんの一角から | 加藤陽一          | 吉田光春               | 根岸宏樹          | 関根昌之                                         | 12月2日       |
| #36  | 踊る宇宙飛行士                 | 加藤陽一          | 誌村宏明               | 中智仁            | 平野勇一、島千蔵 齋藤雅和、小松桃花              | 12月9日       |
| #37  | 公園におっさん2人              | 加藤陽一          | 釘宮洋                 | 筑紫大介          | 清水裕輔、北村晋哉                               | 12月16日      |
| #38  | 11件目のメール                 | 加藤陽一          | 上田繁                 | 上田繁            | 薗部あい子、海老原雅夫                           | 12月23日      |
| #39  | 月の錯覚                       | 加藤陽一          | 岡佳広                 | 徳本善信          | 石井ゆみこ、本多みゆき 萩原正人                  | 2013年 1月6日 |
| #40  | 天国で地獄                     | 加藤陽一          | 江崎慎平               | 江崎慎平          | 渡辺浩二、徳田夢之介                             | 1月13日       |
| #41  | あと80分の命                   | 加藤陽一          | 望月智充               | 浅見松雄          | 朴旲烈、南伸一郎                                 | 1月20日       |
| #42  | 日々人の選択                   | 加藤陽一          | 上原秀明               | 上原秀明          | 清山滋崇                                         | 1月27日       |
| #43  | ブライアン                     | 加藤陽一          | 有冨興二               | 有冨興二          | 北村晋哉、清水裕輔                               | 2月3日        |
| #44  | 3人の宇宙飛行士                | 加藤陽一          | 岡佳広                 | 土屋康郎          | 重国勇二、菊地功一                               | 2月10日       |
| #45  | 5人の青レンジャー              | 加藤陽一          | 原田孝宏               | 原田孝宏          | 海老原雅夫、徳田夢之介                           | 2月17日       |
| #46  | せっかちやろうナンバーワン     | 加藤陽一          | 釘宮洋                 | 朝木幸彦          | 渋谷一彦                                         | 2月24日       |
| #47  | 最初の約束                     | 加藤陽一          | 上田繁                 | 上田繁            | 加藤万由子、渡辺浩二                             | 3月3日        |
| #48  | 心にいつも万歩計を             | 加藤陽一          | 望月智充               | 前園文夫          | 徳田夢之介                                       | 3月10日       |
| #49  | リーダー新田                   | 加藤陽一          | 釘宮洋                 | 江崎慎平          | 清水裕輔、北村晋也                               | 3月17日       |
| #50  | ニッタとムッタ                 | 加藤陽一          | 岡佳広                 | 徳本善信          | 石井ゆみこ、本多みゆき 萩原正人                  | 3月24日       |
| #51  | 生きた石コロ                   | 加藤陽一          | 有冨興二               | 有冨興二          | 薗部あい子、海老原雅夫                           | 3月31日       |
| #52  | 兄とは常に                     | -                 | 渡辺歩                 | 上田繁            | 薮野浩二                                         | 4月6日        |
| #53  | 生きて二人で月に立とう         | -                 | 渡辺歩                 | 上田繁            | 奥野治男                                         | 4月13日       |
| #54  | 俺には運がある?                | -                 | 渡辺歩                 | 上田繁            | 薮野浩二                                         | 4月20日       |
| #55  | 遠すぎるゴール                 | 加藤陽一          | 上原秀明               | 上原秀明          | 清山滋崇                                         | 4月27日       |
| #56  | 酒の約束                       | 加藤陽一          | 誌村宏明               | 浅見松雄          | 南伸一郎                                         | 5月4日        |
| #57  | 技術者のスイッチ               | 加藤陽一          | 釘宮洋                 | 筑紫大介          | 渡辺浩二                                         | 5月11日       |
| #58  | 本気の失敗                     | 加藤陽一          | 釘宮洋                 | 土屋康郎          | 重国勇二、興村忠美                               | 5月18日       |
| #59  | 誓いのサイン                   | 加藤陽一          | 上田繁                 | 上田繁            | 加藤万由子                                       | 5月25日       |
| #60  | 海人と宇宙人                   | 加藤陽一          | 岡佳広                 | 徳本善信          | 石井ゆみこ、本多みゆき 萩原正人                  | 6月1日        |
| #61  | 日々人を待つ人々               | 加藤陽一          | 江崎慎平               | 江崎慎平          | 海老原雅夫、板垣彰子                             | 6月8日        |
| #62  | 遥か遠くを望む人               | 加藤陽一          | 釘宮洋                 | 山崎茂            | かわむらあきお                                   | 6月15日       |
| #63  | 若き日のドキドキ               | 加藤陽一          | 上原秀明               | 上原秀明          | 清山滋崇                                         | 6月22日       |
| #64  | 一切れのケーキ                 | 加藤陽一          | 有冨興二               | 有冨興二          | 北村晋哉                                         | 6月29日       |
| #65  | 車イスのパイロット             | 加藤陽一          | 釘宮洋                 | 島崎奈々子        | 渋谷一彦                                         | 7月13日       |
| #66  | 二つのノート                   | 加藤陽一          | 岡佳広                 | 浅見松雄          | 南伸一郎、森川侑紀 福山貴人、板垣彰子            | 7月20日       |
| #67  | デニール化                     | 加藤陽一          | 釘宮洋                 | 富田浩章          | 渡辺浩二                                         | 7月27日       |
| #68  | 二つの鍵盤                     | 加藤陽一 小山宙哉 | 誌村宏明               | 有冨興二          | 海老原雅夫                                       | 8月3日        |
| #69  | 日々人に並ぶ                   | 加藤陽一          | 上田繁                 | 上田繁            | 北村晋哉、清水裕輔 渡辺浩二                      | 8月10日       |
| #70  | 諦めのような覚悟               | 加藤陽一          | 釘宮洋                 | 徳本善信          | 石井ゆみこ、本多みゆき 萩原正人、渡辺浩二        | 8月17日       |
| #71  | リハーサル                     | 加藤陽一          | 原田孝宏               | 原田孝宏          | 加藤万由子、渡辺浩二                             | 8月31日       |
| #72  | 日々人の障害                   | 加藤陽一          | 上原秀明               | 上原秀明          | 清山滋崇、渡辺浩二                               | 9月7日        |
| #73  | 道なき月に道を                 | 山下憲一 小山宙哉 | 釘宮洋                 | 島崎奈々子        | 渋谷一彦、渡辺浩二                               | 9月14日       |
| #74  | 魔法の裏技                     | 加藤陽一 小山宙哉 | 釘宮洋                 | 山﨑茂            | かわむらあきお、渡辺浩二                         | 9月21日       |
| #75  | わたしの両手                   | 加藤陽一 小山宙哉 | 富田浩章               | 富田浩章          | 藤巻裕一、渡辺浩二                               | 9月28日       |
| #76  | オリガ                         | 山下憲一 小山宙哉 | 釘宮洋                 | 松村やすひろ      | 栗原学、渡辺浩二                                 | 10月5日       |
| #77  | 宇宙飛行士の娘                 | 山下憲一 小山宙哉 | 筑紫大介               | 筑紫大介          | 海老原雅夫、渡辺浩二                             | 10月12日      |
| #78  | 時間切れ                       | 山下憲一 小山宙哉 | 誌村宏明               | 関暁子            | 池内直子、森亜弥子 渡辺浩二                      | 10月19日      |
| #79  | オリガとヒビトとガガーリン     | 山下憲一 小山宙哉 | 上田繁                 | 上田繁            | 北村晋哉、小山知洋 渡辺浩二                      | 10月26日      |
| #80  | 秘密                           | 加藤陽一          | 岡佳広                 | 徳本善信          | 石井ゆみこ                                       | 11月2日       |
| #81  | 一番の敵                       | 加藤陽一          | 原田孝宏               | 原田孝宏          | 加藤万由子                                       | 11月9日       |
| #82  | 宇宙家族                       | 山下憲一          | 上原秀明               | 上原秀明          | 南伸一郎、出野喜則                               | 11月16日      |
| #83  | 俺とケンジ                     | 山下憲一          | 釘宮洋                 | 島崎奈々子        | 渋谷一彦                                         | 11月23日      |
| #84  | スーパンダマン                 | 加藤陽一          | 光枝愛治               | 山崎茂            | かわむらあきお                                   | 11月30日      |
| #85  | 月面にいた                     | 山下憲一          | 江崎甚平               | 江崎甚平          | 渡辺浩二                                         | 12月7日       |
| #86  | 明日のために                   | 加藤陽一          | 岡佳広                 | 関暁子            | 池内直子、森亜弥子                               | 12月14日      |
| #87  | 自分の場所へ                   | 山下憲一          | 富田浩章               | 富田浩章          | 藤巻裕一                                         | 12月21日      |
| #88  | プリティ・ドッグ               | 加藤陽一          | 狩田豪也               | 徳本善信          | 石井ゆみこ、本多みゆき 萩原正人                  | 2014年 1月4日 |
| #89  | 最後の言葉                     | 山下憲一          | 上原秀明               | 上原秀明          | 南伸一郎                                         | 1月11日       |
| #90  | 小っちゃいメモとでっかいお守り | 山下憲一          | 岡佳広                 | 筑紫大介 石井俊匡 | 加藤万由子、北村晋哉                             | 1月18日       |
| #91  | ヒビトの救い方                 | 山下憲一          | 島崎奈々子 越田知明    | 島崎奈々子        | 渋谷一彦                                         | 1月25日       |
| #92  | 孤独な彼ら                     | 山下憲一          | 狩田豪也               | 松村やすひろ      | 栗原学、酒井Kei                                  | 2月1日        |
| #93  | 心の片隅に                     | 加藤陽一 小山宙哉 | 原田孝宏               | 原田孝宏 石井俊匡 | 海老原雅夫、石川準                               | 2月8日        |
| #94  | ワクワクチームワーク           | 加藤陽一          | 誌村宏明               | 山崎茂            | 南伸一郎、かわむらあきお                         | 2月15日       |
| #95  | 俺らの将来                     | 山下憲一          | 釘宮洋                 | 富田浩章          | 藤巻裕一                                         | 2月22日       |
| #96  | 宇宙飛行士であり父であり       | 加藤陽一          | 上原秀明               | 上原秀明          | 南伸一郎、澤田美香                               | 3月1日        |
| #97  | 消えないんだ                   | 加藤陽一          | 釘宮洋                 | 岡佳広            | 冨沢和雄、雨宮英雄                               | 3月8日        |
| #98  | 最強の宇宙飛行士               | 加藤陽一 小山宙哉 | 岡佳広 釘宮洋 石井俊匡 | 筑紫大介 石井俊匡 | 渡辺浩二                                         | 3月15日       |
| #99  | 人生可変、約束不変             | 加藤陽一          | 鈴木大司               | 上原秀明          | 北村晋哉、海老原雅夫 石川準                      | 3月22日       |

- 2012年8月26日は大型特別番組『24時間テレビ 「愛は地球を救う」』のため休止。
- 2012年12月30日は『ズームイン!!サタデー』特別版「映画 妖怪人間ベム 早く人間を知りた〜いSP」（7:00 - 8:00）のため休止。
- 2013年7月6日は大型音楽特別番組『THE MUSIC DAY 音楽のちから』のため休止（土曜夕方時代では初）。
- 2013年8月24日は『24時間テレビ』編成のため『名探偵コナン』がこの枠に繰り上がるが、17:00の『NNN news every. サタデー』は不変のため休止。
- 2013年12月28日は18:30に大型スポーツ系番組『中居正広の8番勝負 なでしこ&プロ野球&メダリストと厄年中居が真剣勝負』が編成されたため『コナン』が繰り上がるが、『every. サタデー』は年末年始特別体制により、『NNNニュース』として17:20放送となったため休止。
- 2014年1月6日放送分の第88話は、18:30に『有吉ゼミ』SPが編成されたため『コナン』が繰り上がり、『every. サタデー』は『NNNニュース』で放送するも16:50開始になったため、17:00開始に繰り上げて放送（唯一の枠変更）。なおこの日は、『NNNニュース』からのジャンクションは抜き、そして本作のアバンは通常時の高山（コナン）による「あらすじ」に代わり、南波兄弟による「新年のご挨拶」であった。

### 放送局
| 放送期間                                                  | 放送時間                              | 放送局                                                         | 対象地域 | 備考                           |
| --------------------------------------------------------- | ------------------------------------- | -------------------------------------------------------------- | -------- | ------------------------------ |
| 2012年4月1日 - 2013年3月31日 2013年4月6日 - 2014年3月22日 | 日曜 7:00 - 7:30 土曜 17:30 - 18:00   | 読売テレビ（製作局）ほか 日本テレビ系列（NNS）フルネット局28局 | 日本全国 |                                |
| 2012年4月1日 - 2013年3月31日 2013年4月7日 - 2014年3月23日 | 日曜 7:00 - 7:30                      | テレビ大分                                                     | 大分県   | NNS/FNSクロスネット局          |
| 2012年8月24日 - 2014年4月25日 2014年5月9日 - 8月8日       | 金曜 19:30 - 20:00 金曜 19:00 - 19:30 | アニマックス                                                   | 日本全域 | アニメ専門チャンネル BS/CS放送 |

| 第一話放送年月日 - 最終話放送年月日 | 放送曜日 放送開始時間 - 放送終了時間 | 放送局名           | 放送対象地域など                          |
| ----------------------------------- | ------------------------------------ | ------------------ | ----------------------------------------- |
| 2012年4月2日 - 2014年3月24日        | 月曜 12:00 更新                      | バンダイチャンネル | 日本全域                                  |
| 2013年9月2日 - 2014年3月24日        |                                      | dアニメストア      | 日本全域/見放題サービス利用者は全話見放題 |

日本国外
| 放送地域 | 放送局 | 放送期間        | 放送日時                     | 放送系列 | 備考           |
| -------- | ------ | --------------- | ---------------------------- | -------- | -------------- |
| 韓国全域 | ANIBOX | 2012年6月15日 - | 金曜 0:00 - 0:30（木曜深夜） | CS放送   | 韓国語字幕あり |

### Blu-ray / DVD
Blu-ray BOX
| 巻 | 発売日         | 収録話          | 規格品番  |
| -- | -------------- | --------------- | --------- |
| 1  | 2012年9月26日  | 第1話 - 第13話  | ANZX-3851 |
| 2  | 2012年12月26日 | 第14話 - 第26話 | ANZX-3855 |
| 3  | 2013年3月27日  | 第27話 - 第38話 | ANZX-3859 |
| 4  | 2013年6月26日  | 第39話 - 第51話 | ANZX-3863 |
| 5  | 2013年9月25日  | 第52話 - 第64話 | ANZX-3867 |
| 6  | 2013年12月25日 | 第65話 - 第75話 | ANZX-3871 |
| 7  | 2014年3月26日  | 第76話 - 第87話 | ANZX-3875 |
| 8  | 2014年6月25日  | 第88話 - 第99話 | ANZX-3879 |

DVD
| 巻 | 発売日         | 収録話          | 規格品番  |
| -- | -------------- | --------------- | --------- |
| 1  | 2012年9月26日  | 第1話 - 第3話   | ANSB-9301 |
| 2  | 2012年10月24日 | 第4話 - 第6話   | ANSB-9302 |
| 3  | 2012年11月21日 | 第7話 - 第9話   | ANSB-9303 |
| 4  | 2012年12月26日 | 第10話 - 第13話 | ANSB-9304 |
| 5  | 2013年1月23日  | 第14話 - 第16話 | ANSB-9305 |
| 6  | 2013年2月27日  | 第17話 - 第19話 | ANSB-9306 |
| 7  | 2013年3月27日  | 第20話 - 第22話 | ANSB-9307 |
| 8  | 2013年4月24日  | 第23話 - 第26話 | ANSB-9308 |
| 9  | 2013年5月22日  | 第27話 - 第29話 | ANSB-9309 |
| 10 | 2013年6月26日  | 第30話 - 第32話 | ANSB-9310 |
| 11 | 2013年7月24日  | 第33話 - 第35話 | ANSB-9311 |
| 12 | 2013年8月21日  | 第36話 - 第38話 | ANSB-9312 |
| 13 | 2013年9月25日  | 第39話 - 第41話 | ANSB-9313 |
| 14 | 2013年10月23日 | 第42話 - 第44話 | ANSB-9314 |
| 15 | 2013年11月27日 | 第45話 - 第47話 | ANSB-9315 |

| 巻 | 発売日         | 収録話          | 規格品番  |
| -- | -------------- | --------------- | --------- |
| 16 | 2013年12月25日 | 第48話 - 第51話 | ANSB-9316 |
| 17 | 2014年1月22日  | 第52話 - 第54話 | ANSB-9317 |
| 18 | 2014年2月26日  | 第55話 - 第57話 | ANSB-9318 |
| 19 | 2014年3月26日  | 第58話 - 第60話 | ANSB-9319 |
| 20 | 2014年4月23日  | 第61話 - 第64話 | ANSB-9320 |
| 21 | 2014年5月28日  | 第65話 - 第67話 | ANSB-9321 |
| 22 | 2014年6月25日  | 第68話 - 第71話 | ANSB-9322 |
| 23 | 2014年7月23日  | 第72話 - 第75話 | ANSB-9323 |
| 24 | 2014年8月27日  | 第76話 - 第78話 | ANSB-9324 |
| 25 | 2014年9月24日  | 第79話 - 第81話 | ANSB-9325 |
| 26 | 2014年10月22日 | 第82話 - 第84話 | ANSB-9326 |
| 27 | 2014年11月26日 | 第85話 - 第87話 | ANSB-9327 |
| 28 | 2014年12月24日 | 第88話 - 第90話 | ANSB-9328 |
| 29 | 2015年1月28日  | 第91話 - 第93話 | ANSB-9329 |
| 30 | 2015年2月25日  | 第94話 - 第96話 | ANSB-9330 |
| 31 | 2015年3月25日  | 第97話 - 第99話 | ANSB-9331 |

### 特別番組
読売テレビでは放送枠移動を控えた2013年3月30日の土曜 15:05 - 15:30枠にて『宇宙兄弟お引越しスペシャル!』が放送された。出演はTKO、優香、小島よしお、小島瑠璃子。日本テレビでも4月2日 火曜 25:59 - 26:29に放送された。

### ラジオ
We are 宇宙兄弟
FM NACK5にて毎週日曜日放送のラジオ番組『VIRTUAL ADVENTURE 2 We are A-1 Pictures』内にて2012年4月1日から2014年3月23日まで放送された。アニプレックス『宇宙兄弟』特設サイト内にてアーカイブ配信。パーソナリティは、KENN（南波日々人 役）、三重野瞳。
宇宙兄弟#0
『We are 宇宙兄弟』の後番組。FM NACK5にて毎週日曜日放送のラジオ番組『VIRTUAL ADVENTURE 2 We are A-1 Pictures』内にて2014年4月6日から9月28日まで放送された。アニメ映画『宇宙兄弟#0』公式サイト内にてアーカイブ配信。パーソナリティは、KENN、三重野瞳。

## アニメ映画
『宇宙兄弟#0』（うちゅうきょうだいナンバー・ゼロ）のタイトルで2014年8月9日に公開。脚本を原作者の小山自身が手掛ける。原作では描かれていない、本作の前日譚となっている。入場者プレゼントは本作の脚本の一部を収録した「#0巻」。
キャッチコピーは「あの日、夢が、落ちた。」「勇気を、もう一度、打ち上げろ。」「『さよなら』と『勇気』の物語」「勇気をもって、飛んでいけ。」。
全国210スクリーンで公開され、2014年8月9、10日の初日2日間で興収7,861万5,500円、動員5万8834人になり、映画観客動員ランキング（興行通信社調べ）で初登場第8位を記録。
また、ぴあの調査による初日満足ランキングでは満足度92.0となり第2位となっている。
公開から2年以上ソフト化がされていなかったが、2016年9月23日に原作単行本29巻の限定版特典として小山の監修でシーン修正や約5分のシーン追加を行った「宇宙兄弟#0 小山宙哉 Special Edition」のDVDが、セルソフトとして「宇宙兄弟#0劇場公開版 」ブルーレイディスク版が発売となった。

### スタッフ（アニメ映画）
- 原作・脚本 - 小山宙哉（講談社「モーニング」連載）
- 監督 - 渡辺歩
- 副監督 - 江崎慎平
- 製作 - 小石川伸哉、植田益朗、鈴木伸育、福田太一、北川直樹、夏目公一朗、石川豊、佐渡島庸平、中山良夫、柴垣邦夫、大田憲男、五十嵐広美、菊地秀逸、桜田和之、望月公正、宮田謙一
- キャラクターデザイン - 薮野浩二
- 美術監督 - 加藤浩
- 色彩設計 - 吉村智恵
- 撮影監督 - 岡崎正春
- CG監督 - 門間和弥
- 編集 - 後藤正浩
- 音響監督 - 小林克良
- 音楽 - 渡辺俊幸
- 企画・プロデューサー - 永井幸治、植田益朗
- アニメーションプロデューサー - 外﨑真
- 特別協力 - 大塚製薬・花王
- 企画協力 - 講談社・コルク
- 協力 - 宇宙航空研究開発機構（JAXA）
- 広報協力 - 文部科学省
- アニメーション制作 - A-1 Pictures
- 配給 - ワーナー・ブラザース映画
- 製作 - 宇宙兄弟CES2014（讀賣テレビ放送、A-1 Pictures、講談社、ワーナー・ブラザース映画、ソニー・ミュージックエンタテインメント、アニプレックス、電通、コルク、日本テレビ放送網、中京テレビ放送、福岡放送、札幌テレビ放送、宮城テレビ放送、静岡第一テレビ、広島テレビ放送、朝日新聞社）

### 主題歌（アニメ映画）
「早口カレー」作詞・作曲 - 奥田民生 / 編曲・歌 - ユニコーン
「Feel So Moon」作詞 - 奥田民生 / 作曲 - ABEDON / 編曲・歌 - ユニコーン

### 挿入歌（アニメ映画）
「イージュー★ライダー」作詞・作曲・歌 - 奥田民生
「雷雨決行」作詞・作曲 - 甲本ヒロト / 歌 - ザ・クロマニヨンズ
「豆腐が街にやってくる」作詞・作曲・歌 - さだまさし / 編曲 - 渡辺俊幸

## プラネタリウム映画
『宇宙兄弟 一点のひかり』
2012年7月21日より池袋サンシャインシティ内コニカミノルタプラネタリウム”満天”他上映の全天周CG+フルアニメーション、プラネタリウム映画。上映時間28分。オリジナルシナリオによるテレビアニメ第1話のスピンオフ作品。第3回国際科学映像際ドームフェスタ人気投票第1位を受賞。本作オリジナルキャラである、ひかり（声 - 折笠富美子）が登場する。
キャッチコピーは「あの夏、あの高台は、俺と日々人と、あのコの場所になった。そんな気がした。」
ストーリーとしては上述のとおりテレビアニメ第1話のスピンオフでUFOと遭遇した南波兄弟が後日UFOを撮影するために再訪した高台で出会った少女・ひかりとの出会いとひと夏の交流を主体に、南波兄弟とシャロンとの出会い、及びシャロンの勧めで訪れた野口聡一宇宙飛行士の講演（テレビアニメ#13『三次元アリ』での内容を野口のアフレコを軸に再映像化）を織り交ぜて構成されている。
原作20巻初回限定版特典として本作のDVDが付属しているが本来ドーム状のプラネタリウムで上映される映像をDVD化したために一般家庭の視聴環境では一部画像が丸く見えたり画面自体が四角ではない場面がある。
企画・製作・配給としてコニカミノルタプラネタリウム株式会社及び株式会社デジタル・メディア・ラボがEDでクレジットされており、テレビアニメ版のスタッフについては「Special thanks to TVアニメーションスタッフ」という形でクレジットされている。
『Space Dreamers 〜宇宙兄弟 南波六太がやってきた!〜』
2017年7月15日より日立シビックセンター科学館ほかで上映のプラネタリウム映画第2弾。原作者自身が脚本を手掛けたオリジナルストーリー。
- 原作 - 小山宙哉
- 企画 - 日立市民科学文化財団（日立シビックセンター科学館）
- 配給 - コニカミノルタプラネタリウム

テーマ曲「Space Dreamers WIND」
音楽 - 徳田雄一郎 / 演奏  - RALYZZDIG

## CD
宇宙兄弟 ORIGINAL SOUNDTRACK  (2013年12月4日)
宇宙兄弟 COMPLETE BEST (2014年7月23日)
全オープニング、エンディング曲＋映画版「早口カレー」。

## 実写映画
2012年5月5日より全国東宝系にて公開の同名漫画を原作とした実写映画。監督は『ひゃくはち』の森義隆。主演は小栗旬と岡田将生。イギリスロックバンドのコールドプレイはこれが日本映画史上初の楽曲提供となる。
JAXA全面協力の元に筑波宇宙センターでのロケや、NASAケネディ宇宙センターでの実際の宇宙管制室やロケット・ガーデンを使用しての大型ロケも行っている。また、日本人宇宙飛行士の野口聡一と、伝説的な宇宙飛行士であるバズ・オルドリンが本人役として特別出演している。
キャッチコピーは「夢の続きを、始めよう。」。
ストーリーは六太のJAXA宇宙飛行士試験と日々人の日本人初月着陸がメインであり、原作とは違いそれが同時期の出来事として並行して描かれている。エピローグは南波兄弟が同じロケットに乗り込み月へ打ち上げられるシーンで締めくくられる。
全国322スクリーンで公開され、2012年5月5、6日の初日2日間で興収3億8,232万6,100円、動員28万5,341人となり映画観客動員ランキング（興行通信社調べ）で初登場第2位となった。幅広い層から支持を集めぴあ初日満足度ランキング（ぴあ映画生活調べ）でも第1位となっている。

### スタッフ（実写映画）
- 監督 - 森義隆
- 原作 - 小山宙哉「宇宙兄弟」（講談社「モーニング」連載）
- 脚本 - 大森美香
- 音楽 - 服部隆之
- 製作者 - 市川南、吉岡富夫、佐藤政治、冨木田道臣、広田勝己、吉川英作、喜多埜裕明、市川透
- エグゼクティブプロデューサー - 塚田泰浩、山内章弘
- 企画・プロデュース - 川村元気、臼井央
- プロデューサー - 阿部謙三
- キャスティング・プロデューサー - 藤村恵子
- ラインプロデューサー - 森徹
- プロダクション統括 - 金澤清美
- USAユニットプロデューサー - 細谷佳史
- 撮影 - 栢野直樹
- 美術 - 都築雄二
- 録音 - 白取貢
- 照明 - 蒔苗友一郎
- 編集 - 宮島竜治
- 助監督 - 足立公良
- 製作担当 - 木村利明
- VFXディレクター - 古賀庸郎
- VFX - オムニバス・ジャパン
- 音楽プロデューサー - 北原京子
- 音響効果 - 北田雅也
- スクリプター - 河島順子
- スペシャルエフェクトスーパーバイザー - 尾上克郎
- 装飾 - 西尾共未
- キャスティングプロデューサー - 藤村恵子
- アクションコーディネーター - 諸鍛冶裕太
- 劇用車 - スーパードライバーズ
- USA撮影協力 - Elephant Studio、Communications Concepts, Inc.
- 特別協力 - JAXA、NASA、ケネディ宇宙センター
- 製作 - 「宇宙兄弟」製作委員会（東宝、講談社、電通、トライストーン・エンタテイメント、TOKYO FM、毎日新聞社、日本出版販売、Yahoo! JAPAN、ファミマ・ドット・コム）
- 製作プロダクション - 東宝映画
- 配給 - 東宝

### 主題歌（実写映画）
「ウォーターフォール〜一粒の涙は滝のごとく」
歌 - コールドプレイ

### ソフト化（実写映画）
2012年12月21日発売。発売元は講談社、販売元は東宝。
- 宇宙兄弟 スタンダード・エディション（1枚組、Blu-rayとDVDでリリース）
  - 映像特典
    - 特報・劇場予告編・プロモーション映像
- 宇宙兄弟 スペシャル・エディション（2枚組、Blu-rayのみのリリース）
  - ディスク1：本編Blu-ray（スタンダード・エディションと同様）
  - ディスク2：特典Blu-ray
    - 森義隆監督によるショートフィルム「もうひとつの宇宙兄弟」
    - ムーンサイド（キャスト・ドキュメンタリー）
    - アースサイド（メイキング・ドキュメンタリー）
    - 小栗旬・岡田将生インタビュー
    - 完成披露舞台挨拶・初日舞台挨拶・大ヒット御礼舞台挨拶
    - CM集
    - アニメ 宇宙兄弟 第1話「弟ヒビトと兄ムッタ」

  - 封入特典
    - ブックレット「宇宙兄弟 THE PERFECT COLLECTION OF ART」（60P）

  - 特製アウターケース付きデジパック仕様

## ソーシャルゲーム
『宇宙兄弟 CARD MISSION』（うちゅうきょうだい カードミッション）が、GREEにて2012年4月26日配信開始（スマートフォン版は5月1日）。六太たちとミッションをこなしていくソーシャルカードゲームとなっていて、キャラクターカードは全100種類以上。

## リアル脱出ゲーム
2012年3月～4月にかけてSCRAP主催のリアル脱出ゲームとのコラボレーションで『宇宙兄弟×リアル脱出ゲーム〜月面基地からの脱出〜』としてライブハウスツアー形式で全国のZeppを巡回してきた。2014年4月にアメリカ・サンフランシスコで開催され、2014年6月にシンガポールで開催された。参加者は月面基地でミッション中の宇宙飛行士となり、ミッション中に酸素ボンベの残量が著しく低下するという事態の中で1時間後に酸素ボンベの量が空になってしまうので、様々な謎を解きながら、1時間以内に月面基地から脱出することがクリア条件。2017年に『宇宙兄弟×リアル脱出ゲーム〜月面基地からの脱出〜』の続編である『宇宙兄弟×リアル脱出ゲーム〜宇宙飛行士選抜試験〜』がリアル脱出ゲーム10周年記念プロジェクトの一環として開催されることが決定した。参加者はネット上に指示された謎を駆使して各々のペースで受験し、ネット上の試験で合格した場合に限り東京・池袋にある常設店舗アジトオブスクラップ池袋と大阪・恵美須町にある常設店舗アジトオブスクラップ大阪ナゾビルにて様々な謎を駆使して1時間以内に受験し宇宙飛行士の資格を得ることがクリア条件。

## 人狼 ザ・ライブプレイングシアター
人狼ゲームを題材とした舞台劇のシリーズの人狼 ザ・ライブプレイングシアターとのコラボレーションで、『人狼TLPT X 宇宙兄弟』が2016年7月22日～24日に新宿村LIVEで全6公演、再演となる『人狼TLPT X 宇宙兄弟 Rebellion of the Fullmoon』が2017年7月26日～8月6日にシアターサンモールで全18公演が行われた。
客席の客も推理する楽しみ方（解答用紙が渡され正解すると景品を得られる）がある舞台作品で、宇宙兄弟とのコラボでは原作コミックで描かれたエピソード(3巻-5巻)をベースに、「有人閉鎖環境滞在試験」の最後の課題として人狼ゲームに挑むという設定で始まり、その後は脚本なく即興芝居で展開される内容となっている。

### キャスト（人狼舞台）
初演・再演とも、連番は「 - 」で表記。
初演キャスト
- 南波六太 - 澤田拓郎（全6公演に出演）
- 真壁ケンジ - 橋本顕（全6公演に出演）
- 伊東せりか - 中村裕香里（全6公演に出演）
- 新田零次 - 高地真吾（1-3公演に出演）
- 古谷やすし - 風太（全6公演に出演）
- 福田直人 - 仲田敬治（全6公演に出演）
- 手島有利 - ウチクリ内倉（4-6公演に出演）
- 入江基長（舞台版キャラ） - 池永英介（全6公演に出演）
- 嵐柴由明（舞台版キャラ） - 石井由多加（全6公演に出演）
- 海棠将満（舞台版キャラ） - 加藤靖久（全6公演に出演）
- 柳沼菓帆（舞台版キャラ） - 寺島絵里香（全6公演に出演）
- 雨屋奏（舞台版キャラ） - 永石匠（全6公演に出演）
- 静馬窓一郎（舞台版キャラ） - 松崎史也（全6公演に出演）
- 湖城祈良（舞台版キャラ） - 横山可奈子（全6公演に出演）

再演（Rebellion of the Fullmoon）キャスト
- 南波六太 - 澤田拓郎（1、3、6-7、11-12、15-16、18公演に出演）、髙木俊（2、4-5、8-10、13-14、17公演に出演）
- 伊東せりか - 中村裕香里（1、3、6-7、11-12、15-16、18公演に出演）、横山可奈子（2、4-5、8-10、13-14、17公演に出演）
- 真壁ケンジ - 橋本顕（1、3、6-7、11-12、15-16、18公演に出演）、渡邊隆義（2、4-5、8-10、13-14、17に出演）
- 新田零次 - 高地真吾（1、3、6-7、11-12、15-16、18公演に出演）、加藤靖久（2、4-5、8-10、13-14、17公演に出演）
- 北村絵名 - 椙山さと美（1、3、6-7、11-12、15-16、18公演に出演）、寺島絵里香（2、4-5、8-10、13-14、17公演に出演）
- 古谷やすし - 風太（1、3、6-7、11-12、15-16、18公演に出演）、船木政秀（2、4-5、8-10、13-14、17公演に出演）
- 福田直人 - 仲田敬治（1、3、6-7、11-12、15-16、18公演に出演）、太田清伸（2、4-5、8-10、13-14、17公演に出演）
- 雨屋詩乃（舞台版キャラ） - 遠藤沙季（1、3、6-7、11-12、15-16、18公演に出演）
- 雨屋灯乃香（舞台版キャラ） - 前枝野乃加（2、4-5、8-10、13-14、17公演に出演）
- 嵐柴一元（舞台版キャラ） - 杉原勇武（1-7、11-14、17-18公演に出演）
- 嵐柴由明（舞台版キャラ） - 石井由多加（8-10、15-16公演に出演）
- 入江基長（舞台版キャラ） - 池永英介（1、3、6-7、11-12、15-16、18公演に出演）
- 入江吉仁（舞台版キャラ） - 溝口謙吾（2、4-5、8-10、13-14、17公演に出演）
- 海沼唱子（舞台版キャラ） - フォンチー（1、3、6-7、11-12、15-16、18公演に出演）
- 海沼踊子（舞台版キャラ） - 森本未来（2、4-5、8-10、13-14、17公演に出演）
- 湖南結（舞台版キャラ） - 瀬川ももえ（1、3、6-7、11-12、15-16、18公演に出演）
- 湖南絲（舞台版キャラ） - はぎのりな（2、4-5、8-10、13-14、17公演に出演）
- 静馬窓一郎（舞台版キャラ） - 松崎史也（1、6-7、13-14公演に出演）
- 静馬奏太郎（舞台版キャラ） - 永石匠（2-5、10-12、15-18公演に出演）
- ナビゲーター - 渡邊隆義（1、3、11-12、18公演に出演）、橋本顕（2、9-10、13-14公演に出演）、仲田敬治（4-5、8、17公演に出演）、太田清伸（6-7、15-16公演に出演）、七城ナナ（1-2、4、9公演に出演）

### スタッフ（人狼舞台）
初演スタッフ
- 企画・総合プロデュース - 桜庭未那
- 原作 - 小山宙哉 (講談社「モーニング」連載)
- 演出 - 佐々木智広
- 構成 - 属結司
- OP脚本 - 上城友幸
- 音楽 - Daisuke Inagaki
- ヘアメイク協力 - タカダヒカル
- 企画・総合プロデュース - 桜庭未那
- 金子シャロン（声の出演） - 都倉伶奈
- 管制官 七城（声の出演） - 七城ナナ
- TLPT構成 - 属結司
- 舞台監督 - 横尾友広
- 照明 - 齋藤拓人（A-PROJECT）
- 音響 - 相川幸恵（エディスグローヴ）
- 演出助手 - 池永英介
- ゲーム指導 - 児玉健（人狼ルーム）
- ゲームマスター - 佐藤崇佳、吉成由貴
- アートディレクター - murasaki（AgGraph）
- 衣装進行 - 細井奈津美
- 写真撮影 - 渡邉和弘
- 映像 - ZOCK
- WEB - exmind Inc.
- 配信 - murasaki（AgGraph）
- 映像収録 - 渡邉和弘、安田慎、田中亮平
- アシスタントプロデューサー - 五町麻衣子
- 制作 - 宮下奈緒、安田みさと
- 主宰 - 株式会社オラクルナイツ、セブンスキャッスル

再演（Rebellion of the Fullmoon）スタッフ
- 企画プロデュース - 桜庭未那
- 原作 - 小山宙哉
- 演出 - 佐々木智広
- TLPT構成 - 属結司
- OP脚本 - 7th Castle（X設定・プロット・脚本：属結司 / ドラフト：上城友幸）
- 舞台版キャラクター設定 - 桜庭未那
- 音楽 - Daisuke Inagaki
- 振付 - 上ノ空はなび、丸本祐二郎（to R mansion）
- 金子シャロン（声の出演） - 都倉伶奈
- 管制官 鶴見（声の出演） - 伊藤栄次
- 管制官 七城（声の出演） - 七城ナナ
- 舞台監督 - 横尾友広、西廣奏
- 照明 - 浜崎亮（esto）
- 照明操作 - 菅原勇治
- 音響 - 相川幸恵（エディスグローヴ）
- 映像 - ZOCK
- 演出助手・映像操作 - 田邊久乃
- ゲーム指導 - 児玉健（人狼ルーム）
- ゲームマスター - 榎ちひろ、吉成由貴
- 衣装・衣装進行 - 細井奈津美
- アートディレクター - murasaki（AgGraph）
- 写真撮影 - 渡邉和弘
- デザイン - 深谷知子
- 宣伝ヘアメイク - 雲母凪帆
- 宣伝協力 - 新田千晴
- WEB - ZOCK
- 配信 - murasaki（AgGraph）
- 映像収録 - 渡邉和弘、安田慎、田中亮平
- 制作 - 安田みさと、宮下奈緒、安保さゆり、西垣ちなつ、上城友幸
- 制作プロデューサー - 五町麻衣子
- 運営プロデューサー - 佐藤崇佳
- 主催 - 株式会社オラクルナイツ、セブンスキャッスル

## CM・タイアップ商品
- 花王『めぐりズム 蒸気でホットアイマスク 気分ほぐしてシャキ』（2014年5月） - テレビCMにアニメを起用[31]。また商品パッケージに南波兄弟のイラストが描かれている（数量限定）。

## その他
宇宙兄弟宣言
共にロケットの発射場がある鹿児島県の肝付町と南種子町が、両町の友好と交流を深め、日本の宇宙開発を支援する体制を共同しようと、平成25年7月3日に「宇宙兄弟宣言」を行った。この宣言は本作に由来しており、南波兄弟が困難を乗り越えながら共に宇宙飛行士として宇宙に行くことを目指す姿を、両町が共に宇宙の町づくりとその発展を目指す姿にとらえ、「宇宙兄弟宣言」と命名した。なお、この調印式に際して、小山宙哉も激励のメッセージを寄せている。